# Список птиц Британской Колумбии

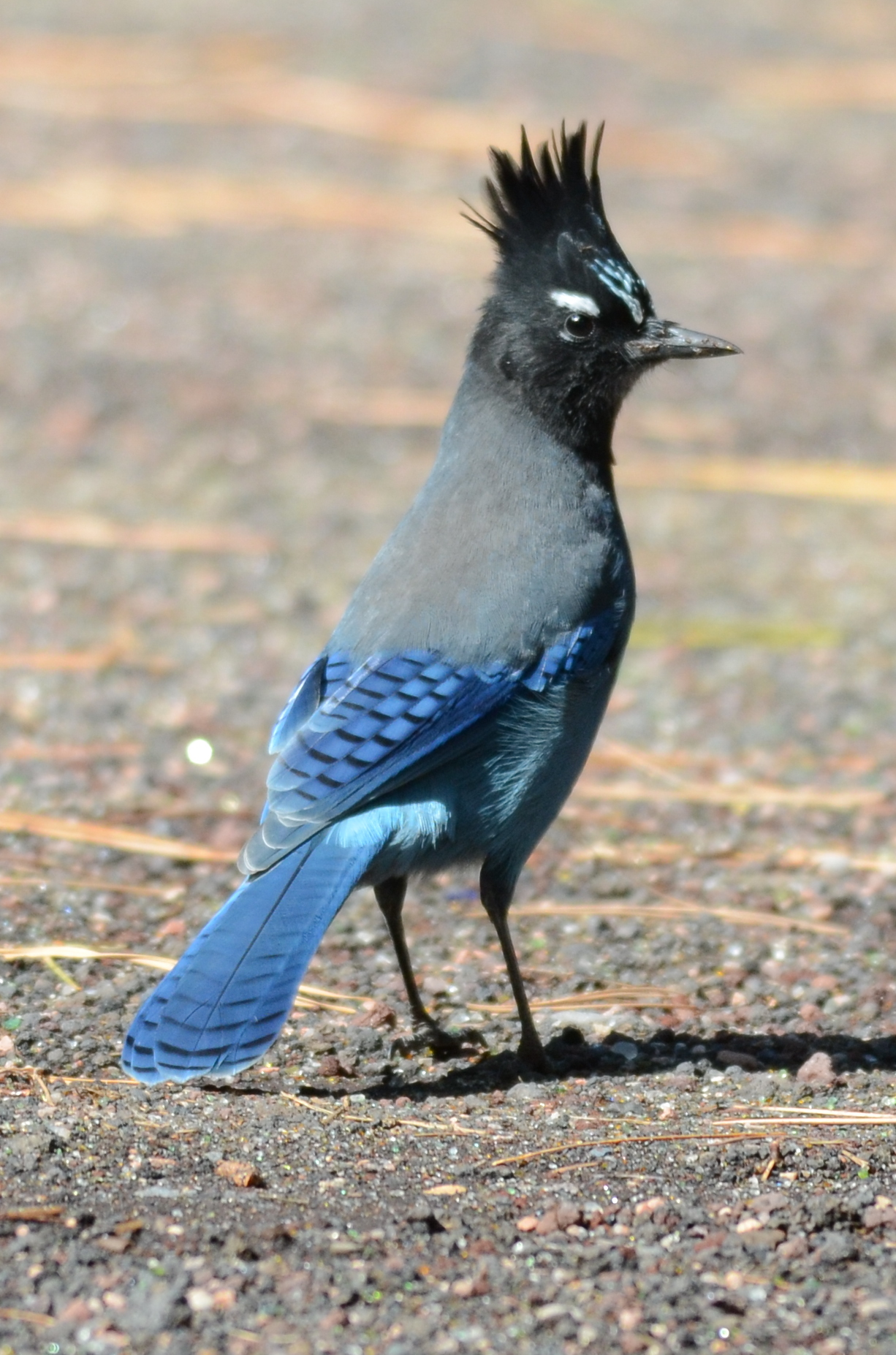
Стеллерова черноголовая голубая сойка — провинциальная птица Британской Колумбии

Этот список птиц Британской Колумбии включает виды, зарегистрированные в канадской провинции Британская Колумбия. По состоянию на январь 2020 года в этот список включены 588 видов. Из них 227 являются редкими или случайными, а 17 были завезены в Британскую Колумбию или другие регионы Северной Америки. Пять видов были истреблены, а один вымер. Тридцать девять видов имеют только свидетельства о посещении или классифицируются как гипотетические (см. ниже) Сюда также включен дополнительный вид сомнительного происхождения.
Этот список представлен в таксономической последовательности Контрольного списка птиц Северной и Средней Америки, с 7-го издания по 61-е приложение, опубликованного Американским орнитологическим обществом.
Если не указано иное, все перечисленные ниже виды считаются регулярно встречающимися в Британской Колумбии в качестве оседлых, перелетных или мигрирующих видов. Следующие коды используются для обозначения других категорий видов:
- (A) Случайные — виды, редко регистрируемые в Британской Колумбии[6][7].
- (I) Интродуцированные — виды, которые были завезены в Британскую Колумбию в результате действий человека, прямо или косвенно.
- (OU) Происхождение неизвестно — виды, которые могли прибыть в Британскую Колумбию из дикой природы или с помощью человека.
- (SR) Запись о наблюдении — виды, имеющие только записи о посещении (без фотографий, образцов или других материальных доказательств)
- (H) Гипотетические — виды с непроверяемыми записями, но, тем не менее, имеют достаточно доказательств для включения в список.

Символы статуса популяции — это символы из Красной книги, опубликованной Международным союзом охраны природы (МСОП). Символы относятся к мировому статусу вида, а не только к его статусу в Канаде. Символы и их значения в порядке возрастания опасности:
LC= Вызывающие наименьшие опасения
NT = Близкие к уязвимому положению
VU = Уязвимые
EN = Вымирающие
CR = Находящиеся на грани полного исчезновения
EW = Исчезнувшие в дикой природе
EX = Исчезнувшие

## Утки, гуси и водоплавающие птицы

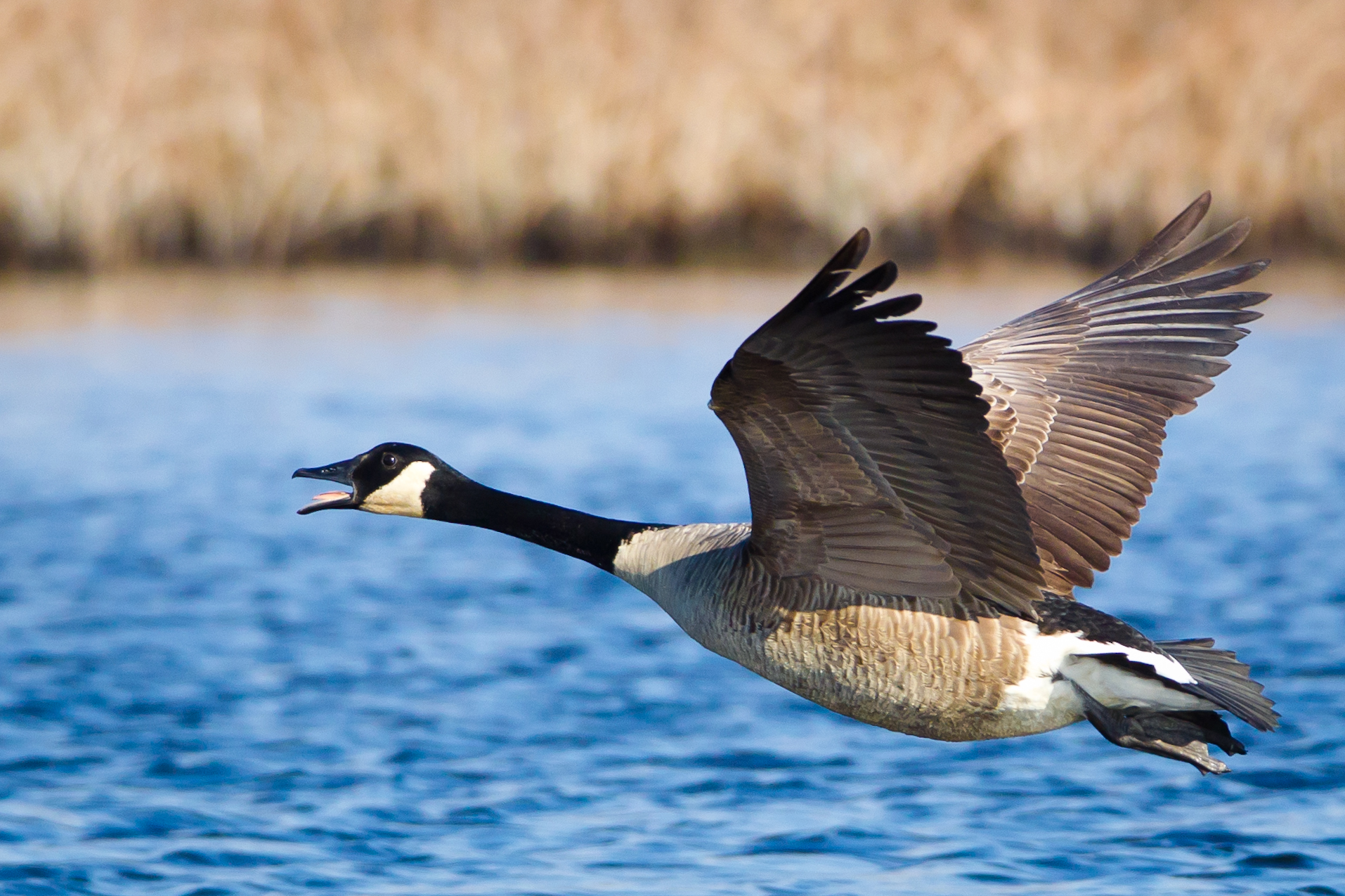
Канадская казарка

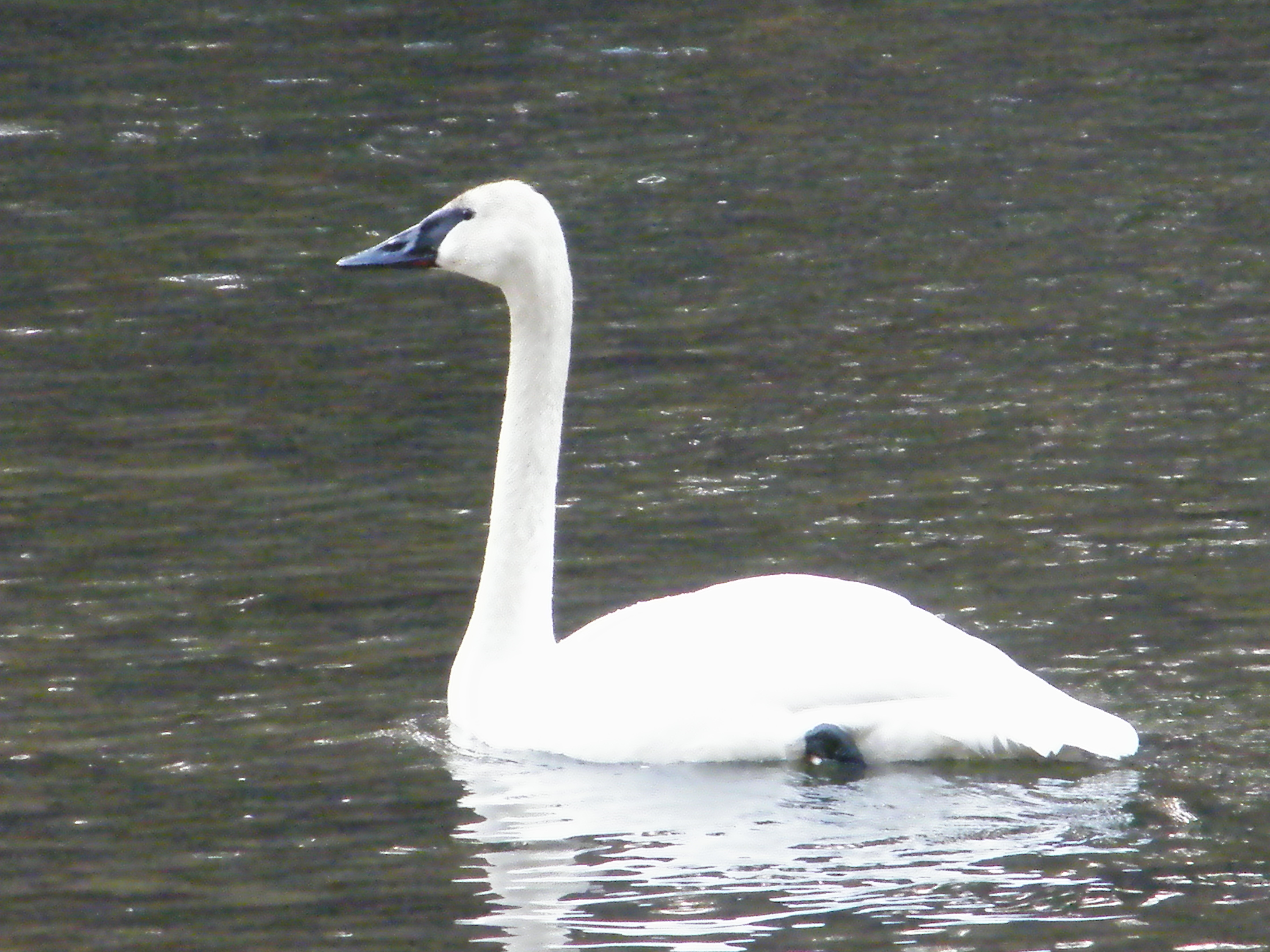
Лебедь-трубач

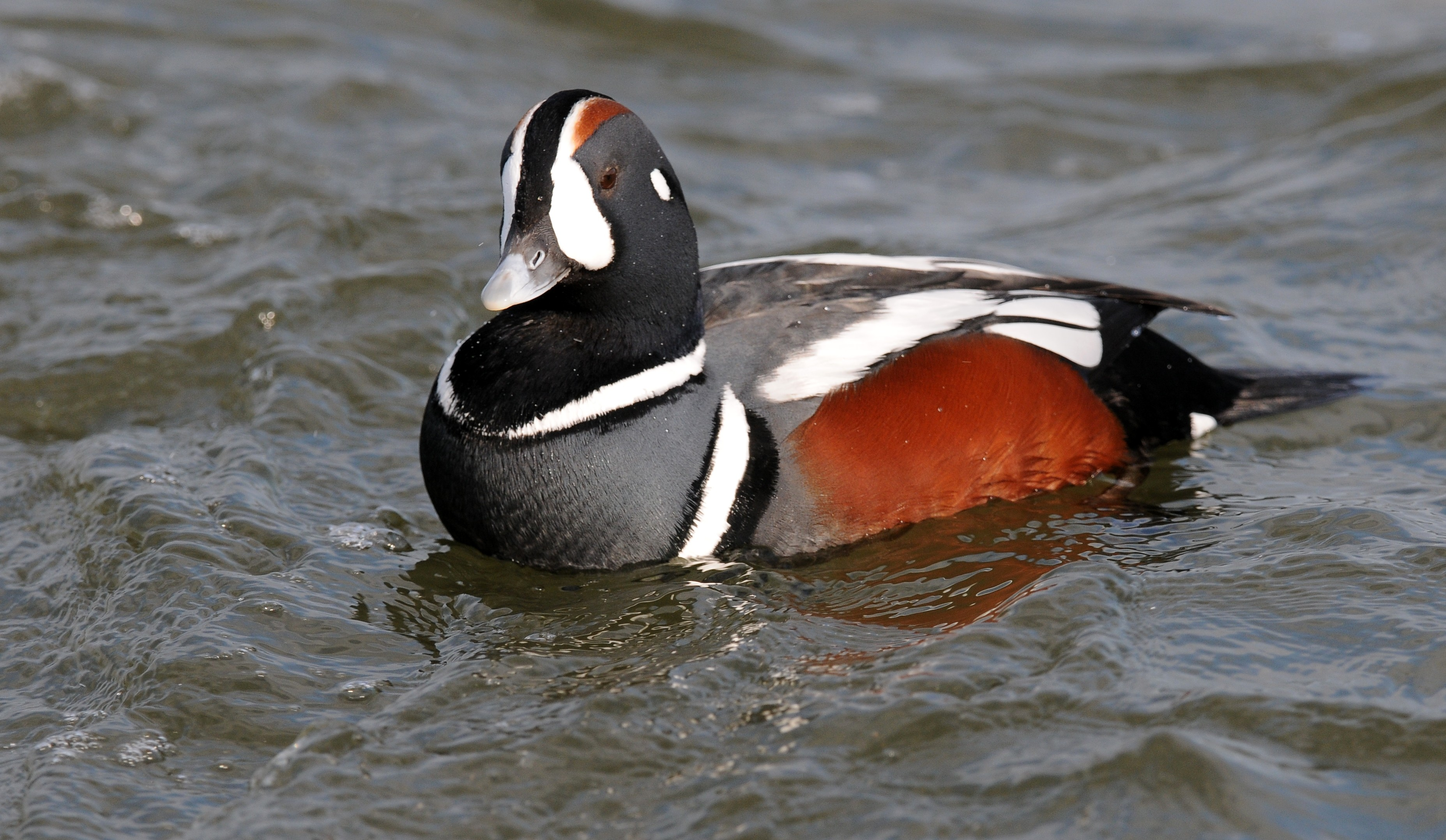
Каменушка

Отряд: Гусеобразные Семейство: Утиные
Утиные включает уток и большинство водоплавающих птиц, похожих на уток, таких как гуси и лебеди. Эти птицы приспособлены к водному существованию с перепончатыми лапами, сглаженными в большей или меньшей степени клювами и перьями, которые отлично отводят воду благодаря специальным маслам.
- Рыжая свистящая утка, Dendrocygna bicolor (A) LC
- Гусь-белошей, Anser canagica (A) NT
- Снежный гусь, Anser caerulescens LC
- Гусь Росса, Anser rossii LC
- Белолобый гусь, Anser albifrons LC
- Гуменник, Anser fabalis (A) LC
- Короткоклювый гуменник, Anser brachyrhynchus (A) (OU) LC
- Чёрная казарка, Branta bernicla LC
- Малая канадская казарка, Branta hutchinsii LC
- Канадская казарка, Branta canadensis LC
- Лебедь-шипун, Cygnus olor (I) LC
- Лебедь-трубач, Cygnus buccinator LC
- Американский лебедь, Cygnus columbianus LC
- Лебедь-кликун, Cygnus cygnus (A) (OU) LC
- Каролинская утка, Aix sponse, LC
- Чирок-клоктун, Sibirionetta formosa (A) LC
- Чирок-трескунок, Spatula querquedula (A) LC
- Голубокрылый чирок, Spatula discors LC
- Коричневый чирок, Spatula cyanoptera LC
- Широконоска, Spatula clypeata LC
- Серая утка, Mareca strepera LC
- Косатка, Mareca falcata (A) NT
- Свиязь, Mareca penelope LC
- Американская свиязь, Mareca americana LC
- Кряква, Anas platyrhynchos LC
- Американская чёрная кряква, Anas rubripes (I) (A) LC
- Шилохвость, Anas acuta LC
- Зеленокрылый чирок, Anas crecca LC
- Парусиновый нырок, Aythya valisineria LC
- Американский красноголовый нырок, Aythya americana LC
- Ошейниковая чернеть, Aythya collaris LC
- Хохлатая чернеть, Aythya fuligula (A) LC
- Морская чернеть, Aythya marila LC
- Американская морская чернеть, Aythya affinis LC
- Сибирская гага, Polysticta stelleri (A) VU
- Очковая гага, Somateria fischeri (A) NT
- Гага-гребенушка, Somateria spectabilis (A) LC
- Обыкновенная гага, Somateria mollissima (A) NT
- Каменушка, Histrionicus histrionicus LC
- Пестроносый турпан, Melanitta perspicillata LC
- Горбоносый турпан, Melanitta deglandi EN
- Американская синьга, Melanitta nigra NT
- Морянка, Clangula hyemalis VU
- Малый гоголь, Bucephala albeola LC
- Обыкновенный гоголь, Bucephala clangula LC
- Луток, Mergellus albellus (A) LC
- Исландский гоголь, Bucephala islandica LC
- Хохлатый крохаль, Lophodytes cucullatus LC
- Большой крохаль, Mergus merganser LC
- Средний крохаль, Mergus serrator LC
- Американская савка, Oxyura jamaicensis LC

## Зубчатоклювые куропатки
Отряд: Курообразные Семейство: Зубчатокрылые куропатки
Зубчатоклювые куропатки — маленькие пухлые наземные птицы, лишь отдаленно связанные с куропатками Старого Света, но названные так из-за их схожего внешнего вида и повадок.
- Горный перепел, Oreortyx pictus (I) (истреблен) LC
- Виргинская американская куропатка, Colinus virginianus (I) (истреблен) NT
- Калифорнийский хохлатый перепел, Callipepla californica (I) LC

## Фазаны и рябчики

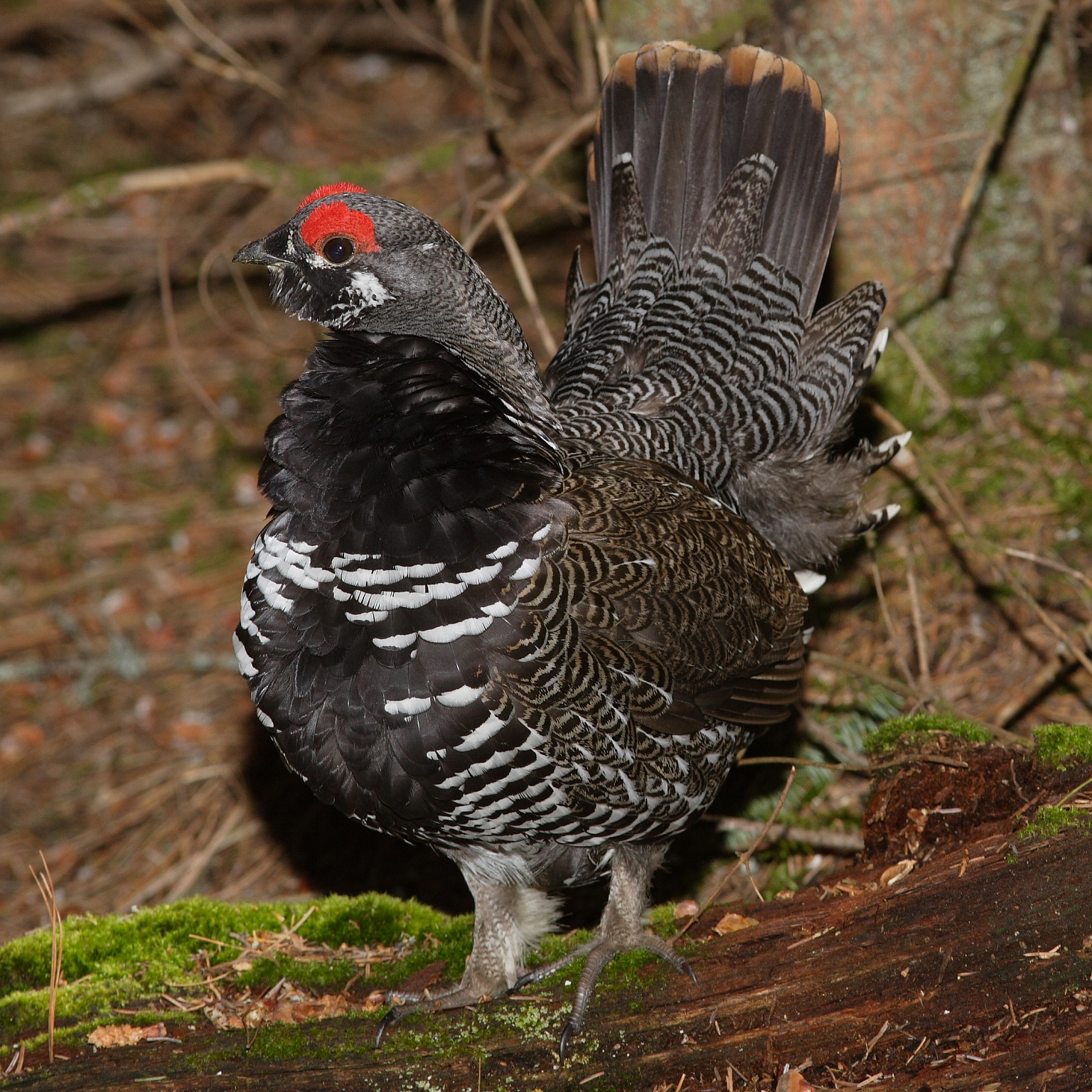
Канадская дикуша

Отряд: Курообразные Семейство: Фазановые
Фазановые — это семейство наземных видов птиц, разных по размеру, но обычно толстых с широкими относительно короткими крыльями. Многие виды — дикие птицы или были одомашнены в качестве источника пищи для человека.
- Индейка, Meleagris gallopavo (I) LC
- Воротничковый рябчик, Bonasa umbellus LC
- Шалфейный тетерев, Centrocercus urophasianus (Extirpated) NT
- Канадская дикуша, Falcipennis canadensis LC
- Белая куропатка, Lagopus lagopus LC
- Тундряная куропатка, Lagopus muta LC
- Белохвостая куропатка, Lagopus leucura LC
- Голубой тетерев, Dendragapus obscurus LC
- Сажистый тетерев, Dendragapus fuliginosus LC
- Острохвостый тетерев, Tympanuchus phasianellus LC
- Серая куропатка, Perdix perdix (I) LC
- Обыкновенный фазан, Phasianus colchicus (I) LC
- Серебряная лофура, Lophura nycthemera (I) (отсутствует в списке Американского орнитологического общества) LC
- Азиатский кеклик, Alectoris chukar (I) LC

## Поганки

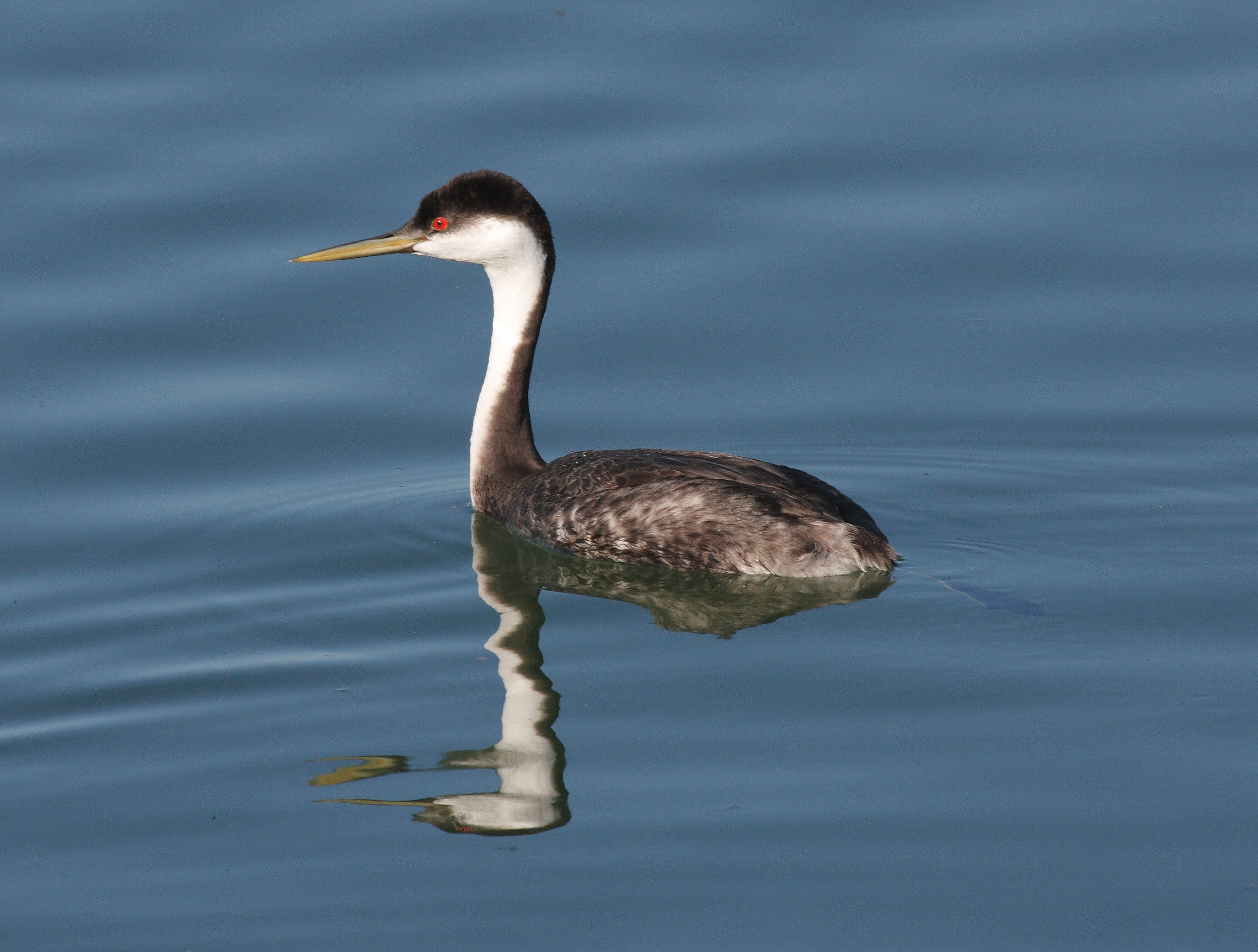
Западноамериканская поганка

Отряд: Поганкообразные Семейство: Поганковые
Поганковые — это мелкие и средне-крупные пресноводные ныряющие птицы. У них лопастные пальцы на ногах, они превосходные пловцы и ныряльщики. Тем не менее, их ноги расположены далеко позади тела, что делает их довольно неуклюжими на суше.
- Каролинская поганка, Podilymbus podiceps LC
- Красношейная поганка, Podiceps auritus VU
- Серощёкая поганка, Podiceps grisegena LC
- Черношейная поганка, Podiceps nigricollis LC
- Западноамериканская поганка, Aechmophorus occidentalis LC
- Поганка Кларка, Aechmophorus clarkii LC

## Голубиные
Отряд: Голубеобразные Семья: Голубиные
Голубиные — крепкие птицы с короткой шеей и короткими тонкими клювами и мясистой шерстью. Они питаются семенами, фруктами и растениями. В отличие от большинства других птиц, голуби используют «зобное молоко» для кормления птенцов. Оба пола производят это очень питательное вещество для кормления молодняка.
- Сизый голубь, Columba livia (I) LC
- Полосатохвостый голубь, Patagioenas fasciata LC
- Большая горлица, Streptopelia orientalis (A) (I) LC
- Кольчатая горлица, Streptopelia decaocto (I) LC
- Странствующий голубь, Ectopistes migratorius (истреблены) EX
- Белокрылая горлица, Zenaida asiatica (A) LC
- Плачущая горлица, Zenaida macroura LC

## Кукушки
Отряд: Кукушкообразные Семейство: Кукушковые
Семейство кукушковых включает кукушек, кукушек-подорожников и ани. Эти птицы разного размера, с тонким телом, длинным хвостом и сильными ногами.
- Обыкновенная кукушка, Cuculus canorus (A) LC
- Желтоклювая американская кукушка, Coccyzus americanus (A) LC
- Черноклювая американская кукушка, Coccyzus erythropthalmus (A) LC

## Козодои
Отряд: Козодоеобразные Семейство: Настоящие козодои
Козодои — это ночные птицы среднего размера, которые обычно гнездятся на земле. У них длинные крылья, короткие ноги и очень короткие клювы. У большинства из них маленькие ступни, малопригодные для ходьбы, и длинные заостренные крылья. Их мягкое оперение загадочно окрашено, чтобы напоминать кору или листья.
- Малый сумеречный козодой, Chordeiles acutipennis (A) LC
- Виргинский сумеречный козодой, Chordeiles minor LC
- Американский белогорлый козодой, Phalaenoptilus nuttallii LC
- Жалобный козодой, Antrostomus voiceiferus (A) NT
- Аризонский жалобный козодой, Antrostomus arizonae (A) LC

## Стрижи

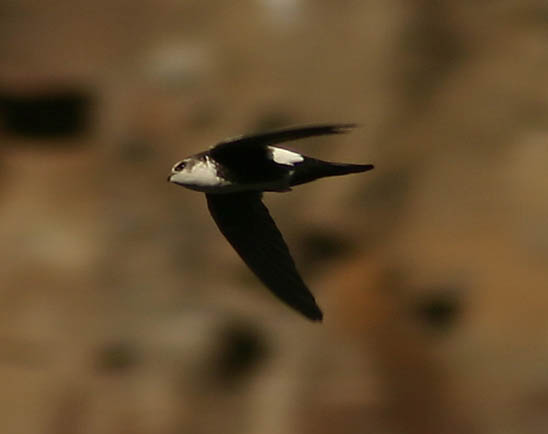
Белобрюхий мохноногий стриж

Отряд : Стрижеобразные Семейство: Стрижиные
Стрижиные — это маленькие птицы, которые большую часть своей жизни проводят в полете. У этих птиц очень короткие ноги, и они никогда не садятся добровольно на землю, а садятся только на вертикальные поверхности. У многих стрижей длинные стреловидные крылья, напоминающие полумесяц или бумеранг.
- Чёрный американский стриж, Cypseloides niger VU
- Дымчатый иглохвост, Chaetura pelagica (A) (SR) VU
- Серобрюхий иглохвост, Chaetura vauxi LC
- Домовой стриж, Apus nipalensis (A) («Туша … найденная в Ладнере, Британская Колумбия, 18 мая 2012 года, кажется, первая задокументированная запись этого вида в Америке». В 2019 году этот вид был добавлен в приложение к списку Американского орнитологического общества, поскольку неизвестно, умер ли он до или после перехода в канадские воды.)[4] LC
- Белобрюхий мохноногий стриж, Aeronautes saxatalis LC

## Колибри
Отряд: Стрижеобразные Семейство: Колибри
Колибри — это маленькие птицы, способные парить в воздухе благодаря быстрому взмаху крыльев. Это единственные птицы, которые могут летать задом наперед.
- Крошечный колибри, Colibri thalassinus (A) LC
- Колибри-герцог, Eugenes fulgens (A) (еще не оценено МСОП)
- Рубиновогорлый колибри, Archilochus colubris (A) LC
- Черногорлый архилохус, Archilochus alexandri LC
- Калипта Анны, Calypte anna LC
- Калипта Коста, Calypte costae (A) LC
- Трёхцветный селасфорус, Selasphorus platycercus (A) LC
- Колибри-каллиопа, Stellula calliope LC
- Охристый колибри, Selasphorus rufus LC
- Колибри Ксанта, Basilinna xantusii (A) LC

## Пастушковые
Отряд: Журавлеобразные Семейство: Пастушковые
Пастушковые — это большое семейство птиц малого и среднего размера. Наиболее типичные члены семьи населяют густую растительность во влажной среде возле озер, болот или рек. В целом это пугливые и скрытные птицы, из-за чего за ними трудно наблюдать. У большинства видов сильные ноги и длинные пальцы, которые хорошо приспособлены к мягким неровным поверхностям. У них короткие закругленные крылья и они не умеют летать.
- Центральноамериканский пастушок, Rallus limicola LC
- Каролинский погоныш, Porzana carolina LC
- Gallinula galeata (A) LC
- Американская лысуха, Fulica americana LC
- Coturnicops noveboracensis (A) LC

## Журавли
Отряд: Журавлеобразные Семейство: Журавлиные
- Журавль-красавка, Anthropoides virgo (A) (OU) (отсутствует в списке Американского орнитологического общества) LC
- Канадский журавль, Antigone canadensis LC
- Серый журавль, Grus grus (A) LC
- Американский журавль, Grus americana (A) EN

## Ходулочники и шилоклювки
Отряд: Ржанкообразные Семейство: Шилоклювые
Шилоклювковые — это семейство крупных болотных птиц, в которое входят шилоклювки и ходулочники. У шилоклюв длинные ноги и длинные загнутые вверх клювы. У ходулочников очень длинные ноги и длинные, тонкие, прямые клювы.
- Американский ходулочник, Himantopus mexicanus (A) LC
- Американская шилоклювка, Recurvirostra Американа LC

## Кулики-сороки
Отряд: РжанкообразныеРжанкообразные Семейство: Кулики-сороки
Кулики-сороки — большие, явные и шумные птицы, похожие на ржанок, с сильными клювами, которые используются для того, чтобы разбивать или царапать открытых моллюсков .
- Чёрный кулик-сорока, Haematopus bachmani LC

## Ржанки, зуйки и чибисы

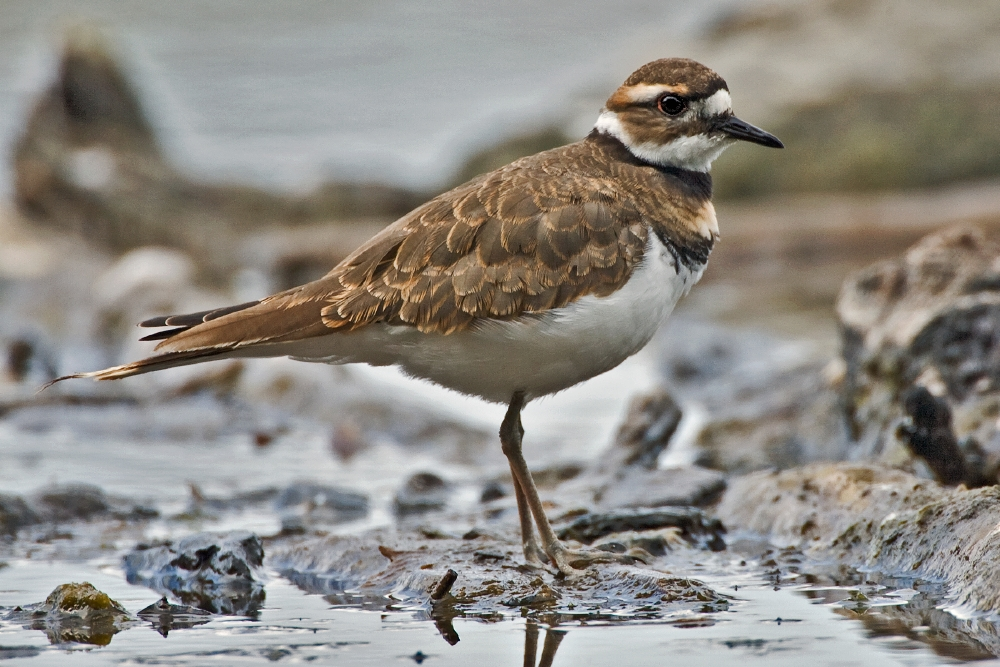
Крикливый зуёк

Отряд: РжанкообразныеРжанкообразные Семейство: Ржанковые
Семейство Ржанковых включает в себя ржанок и чибисов, дотерели и чибисы. Это птицы малого и среднего размера с компактным телом, короткой толстой шеей и длинными, обычно заостренными крыльями. Они обитают в открытых местах по всему миру, в основном в местах обитания у воды.
- Тулес, Pluvialis squatarola LC
- Золотистая ржанка, Pluvialis apricaria (A) (SR) LC
- Американская бурокрылая ржанка, Pluvialis dominica LC
- Бурокрылая ржанка, Pluvialis fulva LC
- Евразийский доттерель, Charadrius morinellus (A) (SR) LC
- Крикливый зуёк, Charadrius voiceiferus LC
- Галстучник, Charadrius hiaticula (A) LC
- Монгольский зуёк, Charadrius mongolus (A) LC
- Перепончатопалый галстучник, Charadrius semipalmatus LC
- Желтоногий зуёк, Charadrius melodus (A) (SR) NT
- Снежный зуек, Charadrius nivosus (A) NT
- Горный зуек, Charadrius montanus (A) (SR) NT

## Кулики

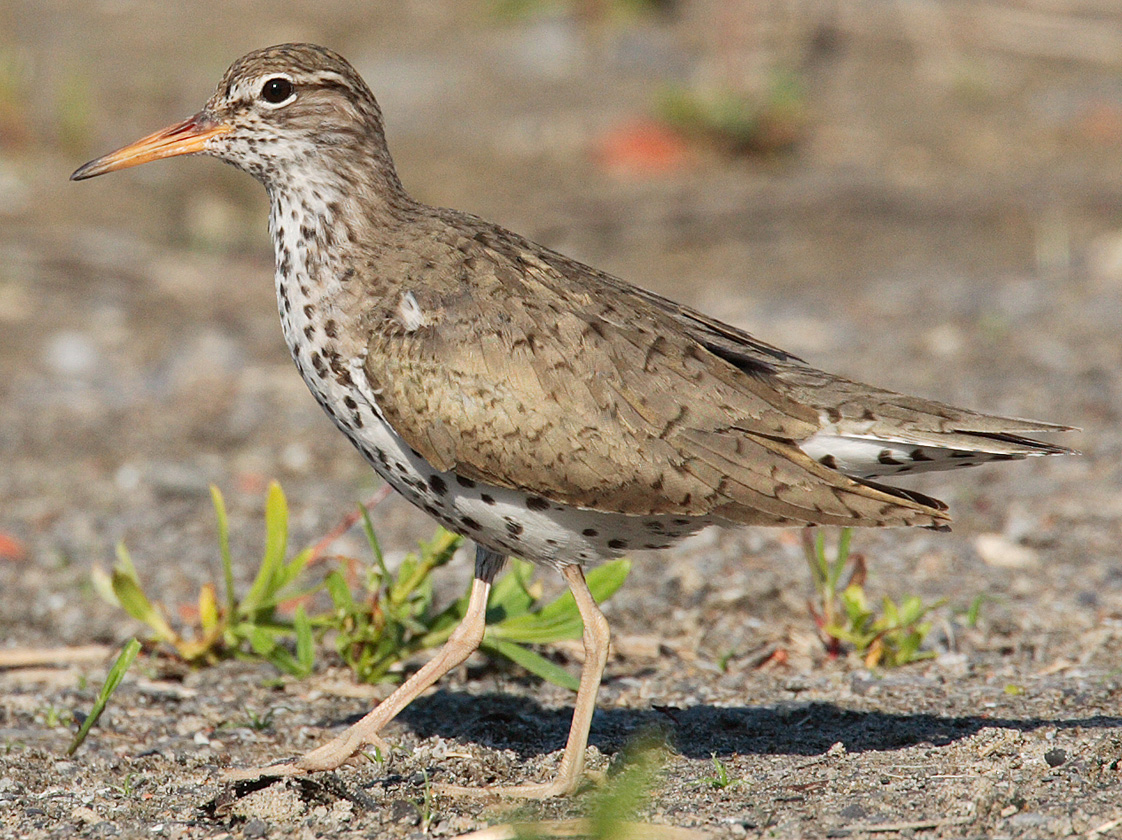
Пятнистый перевозчик

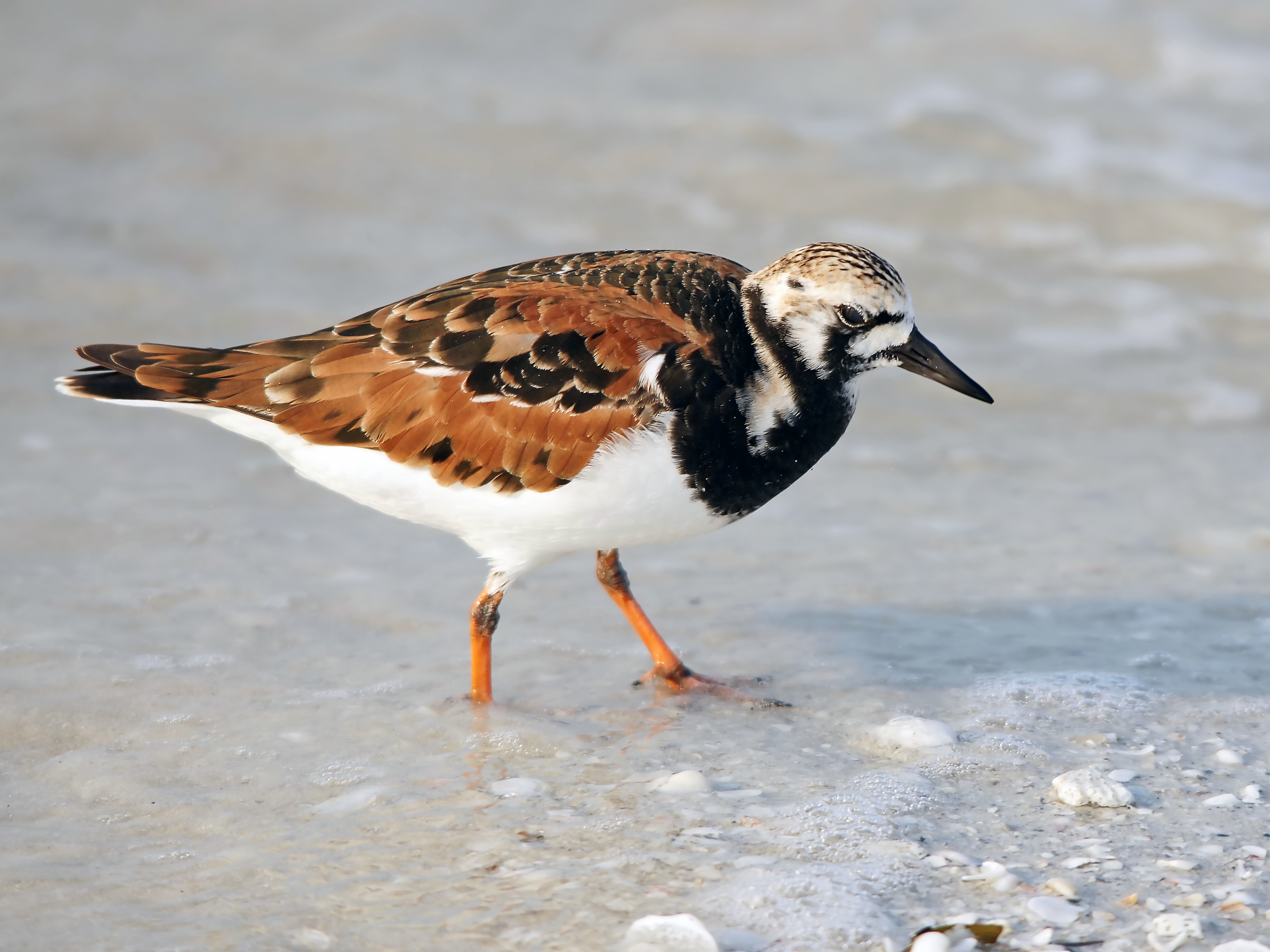
Камнешарка

Отряд: Ржанкообразные Семейство: Бекасовые
Бекасовые — это большое разнообразное семейство куликов малого и среднего размера, включая куликов, кроншнепов, веретенников, пепельных улит, болтунов, вальдшнепов, бекасов и др.. Большинство этих видов едят мелких беспозвоночных, добытых из грязи или почвы. Различная длина ног и клювов позволяет нескольким видам кормиться в одной и той же среде обитания, особенно на побережье, без прямой конкуренции за пищу.
- Бартрамия, Bartramia longicauda LC
- Таитянский кроншнеп, Numenius tahitiensis (A) VU
- Средний кроншнеп, Numenius phaeopus (A) LC
- Кроншнеп-малютка, Numenius minutus (A) (SR) LC
- Длинноклювый кроншнеп, Numenius americanus LC
- Дальневосточный кроншнеп, Numenius madagascariensis (A) EN
- Малый веретенник, Limosa lapponica (A) NT
- Большой веретенник, Limosa limosa (A) (SR) NT
- Канадский веретенник, Limosa haemastica LC
- Пятнистый веретенник, Limosa fedoa (A) LC
- Камнешарка, Arenaria interpres LC
- Чёрная камнешарка, Arenaria melanocephala LC
- Большой песочник, Calidris tenuirostris (A) (SR) EN
- Исландский песочник, Calidris canutus NT
- Бурунный кулик, Calidris virgata LC
- Турухтан, Calidris pugnax (A) LC
- Острохвостый песочник, Calidris acuminata LC
- Ходулочниковый песочник, Calidris himantopus LC
- Краснозобик, Calidris ferruginea (A) NT
- Белохвостый песочник, Calidris temminckii (A) LC
- Длиннопалый песочник, Calidris subminuta (A) (SR) LC
- Лопатень, Calidris pygmea (A) CR
- Песочник-красношейка, Calidris ruficollis (A) NT
- Песчанка, Calidris alba LC
- Чернозобик, Calidris alpina LC
- Берингийский песочник, Calidris ptilocnemis LC
- Морской песочник, Calidris maritima (A) LC
- Бэрдов песочник, Calidris bairdii LC
- Кулик-воробей, Calidris minuta (A) LC
- Песочник-крошка, Calidris minutilla LC
- Бонапартов песочник, Calidris fuscicollis (A) LC
- Канадский песочник, Calidris subruficollis (A) NT
- Дутыш, Calidris melanotos LC
- Малый песочник, Calidris pusilla (A) NT
- Перепончатопалый песочник, Calidris mauri LC
- Короткоклювый бекасовидный веретенник, Limnodromus griseus LC
- Американский бекасовидный веретенник, Limnodromus scolopaceus LC
- Азиатский бекасовидный веретенник, Limnodromus semipalmatus (A) (H) (отсутствует в списке Американского орнитологического общества) NT
- Гаршнеп, Lymnocryptes minimus (A) LC
- Американский вальдшнеп, Scolopax minor (A) (OU) LC
- Gallinago delicata LC
- Мородунка, Xenus cinereus (A) LC
- Пятнистый перевозчик, Actitis macularius LC
- Улит-отшельник, Tringa solitaria LC
- Американский пепельный улит, Tringa incana LC
- Желтоногий улит, Tringa flavipes LC
- Перепончатопалый улит, Tringa semipalmata (A) LC
- Щёголь, Tringa erythropus (A) LC
- Большой улит, Tringa nebularia (A) (SR) LC
- Пёстрый улит, Tringa melanoleuca LC
- Фифи, Tringa glareola (A) LC
- Трёхцветный плавунчик, Phalaropus tricolor LC
- Круглоносый плавунчик, Phalaropus lobatus LC
- Плосконосый плавунчик, Phalaropus fulicarius LC

## Поморники
Отряд: Ржанкообразные Семейство: Поморниковые
Поморники как правило, имеют средний или крупный размер, с серым или коричневым оперением, часто с белыми отметинами на крыльях. У них длинные клювы с крючковатыми кончиками и перепончатые лапы с острыми когтями. Они похожи на больших темных чаек, но имеют мясистую мозоль над верхней челюстью. Они сильные, акробатические летчики.
- Южнополярный поморник, Stercorarius maccormicki LC
- Средний поморник, Stercorarius pomarinus LC
- Короткохвостый поморник, Stercorarius parasiticus LC
- Длиннохвостый поморник, Stercorarius longicaudus LC

## Чистиковые, кайры и тупики

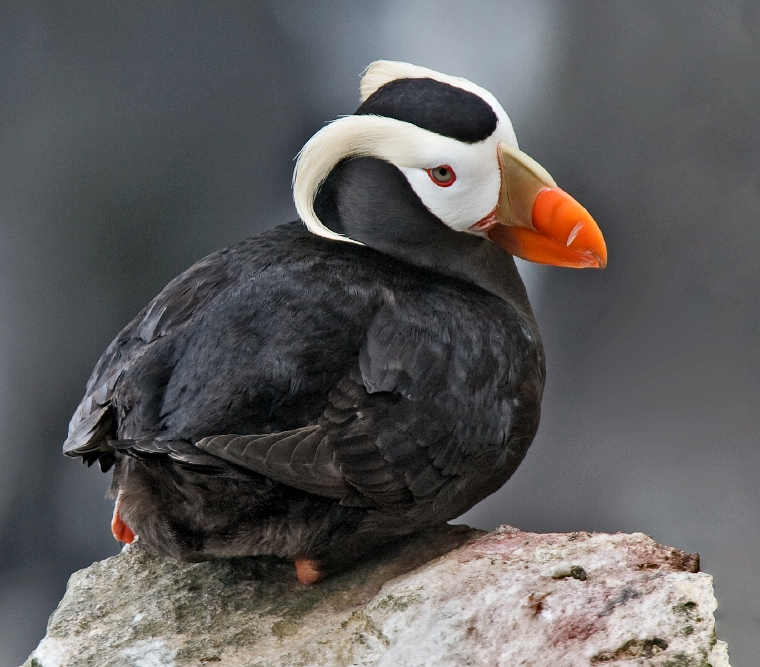
Топорок

Отряд: Ржанкообразные Семейство: Чистиковые
Чистиковые внешне похожи на пингвинов из-за их черно-белой окраски, вертикальной осанки и некоторых привычек, однако они лишь отдаленно связаны с пингвинами и могут летать. Чистиковые живут в открытом море и выходят на берег только для гнездования.
- Люрик, Alle alle (A) LC
- Тонкоклювая кайра, Uria aalge LC
- Толстоклювая кайра, Uria lomvia (A) LC
- Обыкновенный чистик, Cepphus grylle (A) (SR) LC
- Тихоокеанский чистик, Cepphus columba LC
- Пёстрый пыжик, Brachyramphus perdix (A) NT
- Длинноклювый пыжик, Brachyramphus marmoratus EN
- Короткоклювый пыжик, Brachyramphus brevirostris (A) NT
- Synthliboramphus scrippsi (A) VU
- Synthliboramphus hypoleucus (A) (SR) EN
- Обыкновенный старик, Synthliboramphus antiquus LC
- Алеутский пыжик, Ptychoramphus aleuticus NT
- Белобрюшка, Aethia psittacula LC
- Конюга-крошка, Aethia pusilla (A) LC
- Малая конюга, Aethia pygmaea (A) (SR) LC
- Большая конюга, Aethia cristatella (A) LC
- Тупик-носорог, Cerorhinca monocerata LC
- Ипатка, Fratercula corniculata LC
- Топорок, Fratercula cirrhata LC

## Чайки, крачки и водорезы

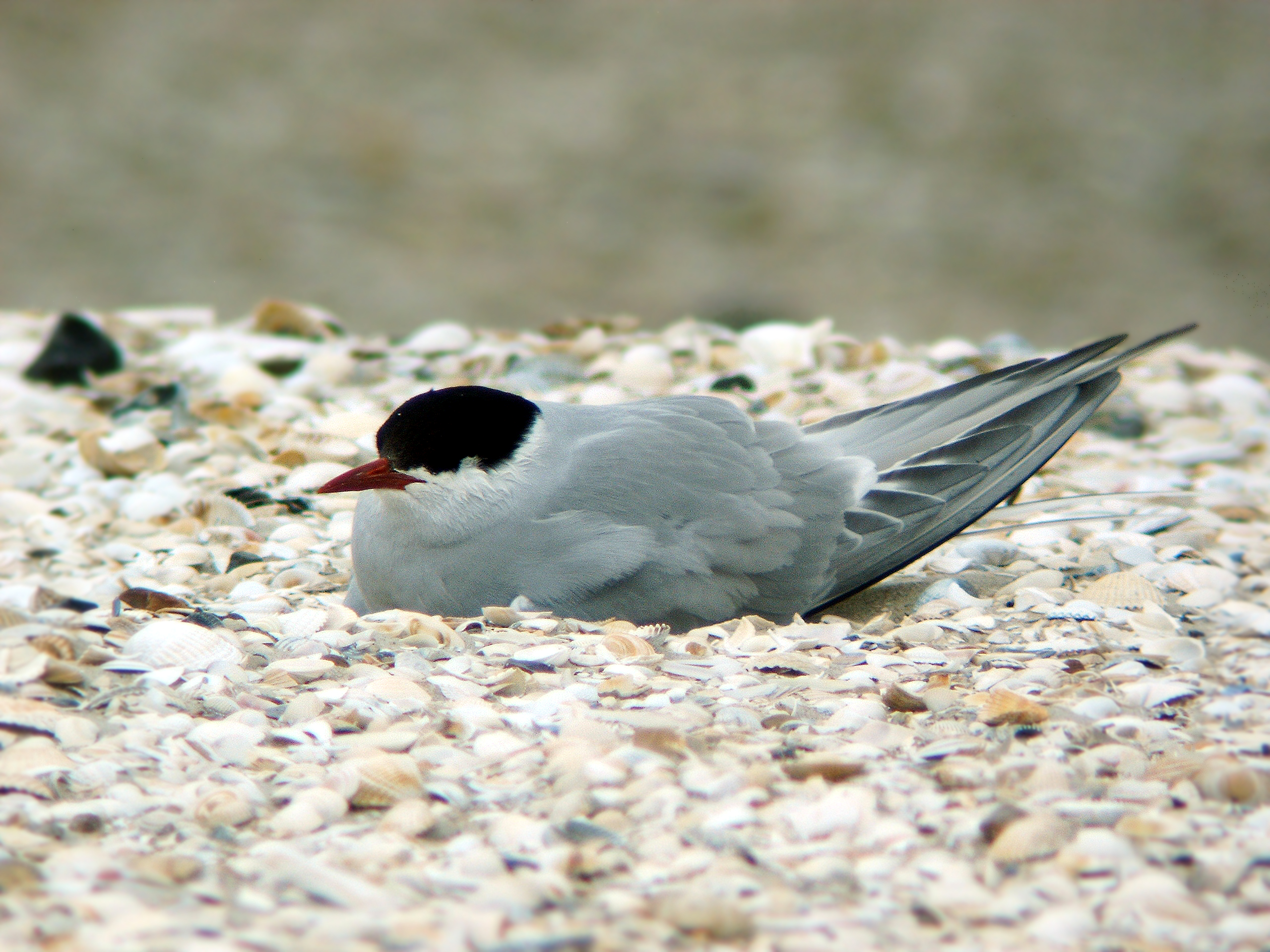
Полярная крачка

Отряд: Ржанкообразные Семейство: Чайковые
Чайковые — это семейство средних и крупных морских птиц, в которое входят чайки, крачки, моевки и водорезы. Обычно они серые или белые, часто с черными отметинами на голове или крыльях. У них толстые, длинные клювы и перепончатые лапы.
- Обыкновенная моевка, Rissa tridactyla LC
- Красноногая моевка, Rissa brevirostris (A) VU
- Белая чайка, Pagophila eburnea (A) NT
- Вилохвостая чайка, Xema sabini LC
- Бонапартова чайка, Chroicocephalus philadelphia LC
- Озёрная чайка, Chroicocephalus ridibundus (A) LC
- Малая чайка, HydrocolOeus minutus (A) LC
- Розовая чайка, Rhodostethia rosea (A) LC
- Ацтекская чайка, Leucophaeus atricilla (A) LC
- Франклинова чайка, Leucophaeus pipixcan LC
- Чернохвостая чайка, Larus crassirostris (A) LC
- Чайка Хеерманна, Larus heermanni NT
- Сизая чайка, Larus canus LC
- Делавэрская чайка, Larus delawarensis LC
- Калифорнийская чайка, Larus californicus LC
- Западная чайка, Larus occidentalis LC
- Серебристая чайка, Larus argentatus LC
- Полярная чайка, Larus glaucoides LC
- Клуша, Larus fuscus (A) LC
- Тихоокеанская чайка, Larus schistisagus (A) LC
- Серокрылая чайка, Larus glaucescens LC
- Бургомистр, Larus hyperboreus LC
- Морская чайка, Larus marinus (A) LC
- Алеутская крачка, Onychoprion aleuticus (A) LC
- Карликовая крачка, Sternula antillarum (A) LC
- Чеграва, Hydroprogne caspia (A) LC
- Чёрная болотная крачка, Chlidonias niger LC
- Речная крачка, Sterna hirundo LC
- Полярная крачка, Sterna paradisaea LC
- Крачка Форстера, Sterna forsteri LC
- Элегантная крачка, Thalasseus elegans (A) NT

## Тропические птицы
Отряд: Фаэтоны Семейство: Фаэтоновые
Фаэтоновые — стройные белые птицы тропических океанов с исключительно длинными центральными рулевых перьями. Их длинные крылья имеют черные отметины, как и голова.
- Краснохвостый фаэтон, Phaethon rubricauda (A) LC

## Пингвины
Отряд: Пингвинообразные Семейство: Пингвиновые
Пингвины — это группа водных нелетающих птиц, обитающих почти исключительно в Южном полушарии. Большинство пингвинов питаются крилем, рыбой, кальмарами и другими видами морских обитателей, пойманными во время плавания под водой.
- Пингвин Гумбольдта, Spheniscus humboldti (A) (H) (OU) VU

## Гагары
Отряд: Гагарообразные Семейство: Гагаровые
Гагары — это водные птицы размером с большую утку, к которым они не имеют никакого отношения. Их оперение в основном серое или черное, а клювы имеют форму копья. Гагары хорошо плавают и прилично летают, но на суше почти безнадежны, потому что их ноги расположены ближе к задней части тела.
- Краснозобая гагара, Gavia stellata LC
- Чернозобая гагара, Gavia arctica (A) LC
- Белошейная гагара, Gavia pacifica LC
- Черноклювая гагара, Gavia immer LC
- Белоклювая гагара, Gavia adamsii (A) NT

## Альбатросы
Отряд: Буревестникообразные Семейство: Альбатросовые
Альбатросы — одни из самых крупных летающих птиц, а большие альбатросы из рода Diomedea имеют самый большой размах крыльев среди всех существующих птиц.
- Темноспинный альбатрос, Phoebastria immutabilis NT
- Черноногий альбатрос, Phoebastria nigripes NT
- Белоспинный альбатрос, Phoebastria albatrus VU

## Качурки
Отряд: Буревестникообразные Семейство: Качурки
Качурки — самые маленькие морские птицы, родственники буревестников, питающиеся планктонными ракообразными и мелкой рыбой, пойманной с поверхности, обычно во время зависания. Полет порхающий, иногда как у летучей мыши .
- Серая вилохвостая качурка, Hydrobates furcatus LC
- Северная качурка, Hydrobates leucorhous VU
- Пепельная качурка, Hydrobates homochroa (A) (SR) EN

## Буревестники

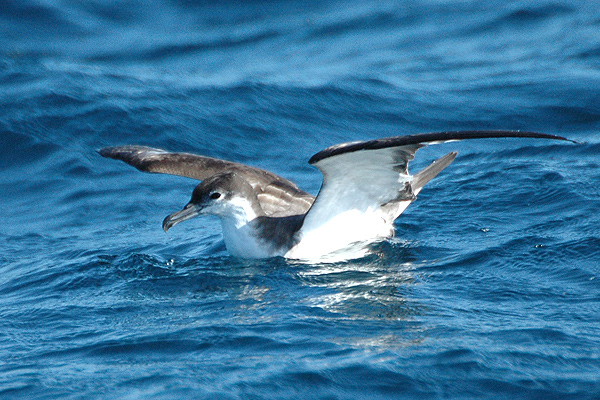
Буревестник Буллера (Ardenna bulleri)

Отряд: Буревестникообразные Семейство: Буревестниковые
Буревестниковые имеют средний размер, отличаются объединенными ноздрями со средней перегородкой и длинной внешней функциональной первичной частью.
- Глупыш, Fulmarus glacialis (A) LC
- Тайфунник Соландра, Pterodroma solandri (A) VU
- Тайфунник Мэрфи, Pterodroma ultima (A) LC
- Пёстрый тайфунник, Pterodroma unepectata NT
- Гавайский тайфунник, Pterodroma sandwichensis (A) (SR) EN
- Тайфунник Кука, Pterodroma cookii (A) VU
- Пестролицый буревестник, Calonectris leucomelas (A) (SR) NT
- Клинохвостый буревестник, Ardenna pacifica (A) (SR) LC
- Буревестник Буллера, Ardenna bulleri VU
- Тонкоклювый буревестник, Ardenna tenuirostris LC
- Сажистый буревестник, Ardenna grisea ' NT
- Большой пестробрюхий буревестник, Ardenna gravis (A) NT
- Розовоногий буревестник, Ardenna creatopus VU
- Морской буревестник, Ardenna carneipes NT
- Обыкновенный буревестник, Puffinus puffinus (A) LC
- Буроспинный буревестник, Puffinus opisthomelas (A) NT

## Аисты
Отряд: Аистообразныеые Семейство: Аистовые
Аисты — большие, тяжелые, длинноногие, болотные птицы с длинной шеей, длинными толстыми клювами и широким размахом крыльев. У аистов нет глотки, и они немые.
- Американский клювач, Mycteria americana (A) LC

Отряд: Олушеобразные Семейство: Фрегаты
Фрегаты — крупные морские птицы, обычно обитающие над тропическими океанами. Они большие, черные или черно-белые, с длинными крыльями и глубоко раздвоенными хвостами. У самцов цветные надувные горловые мешки. Они не плавают, не ходят и не могут взлететь с плоской поверхности. Обладая самым большим соотношением размаха крыльев к массе тела среди всех птиц, они способны оставаться в воздухе более недели.
- Великолепный фрегат, Fregata magnificens (A) LC

## Олуши
Отряд: ОлушеобразныеОлушеобразные Семейство: Олушевые
Олушевые — это средние и крупные прибрежные птицы, ныряющие за рыбой.
- Голуболицая олуша, Sula dactylatra (A) (SR) LC
- Насканская олуша, Сула Гранти (A) LC
- Голубоногая олуша, Sula nebouxii (A) LC
- Бурая олуша, Sula leucogaster (A) LC
- Красноногая олуша, Сула-сула (A) LC

## Бакланы

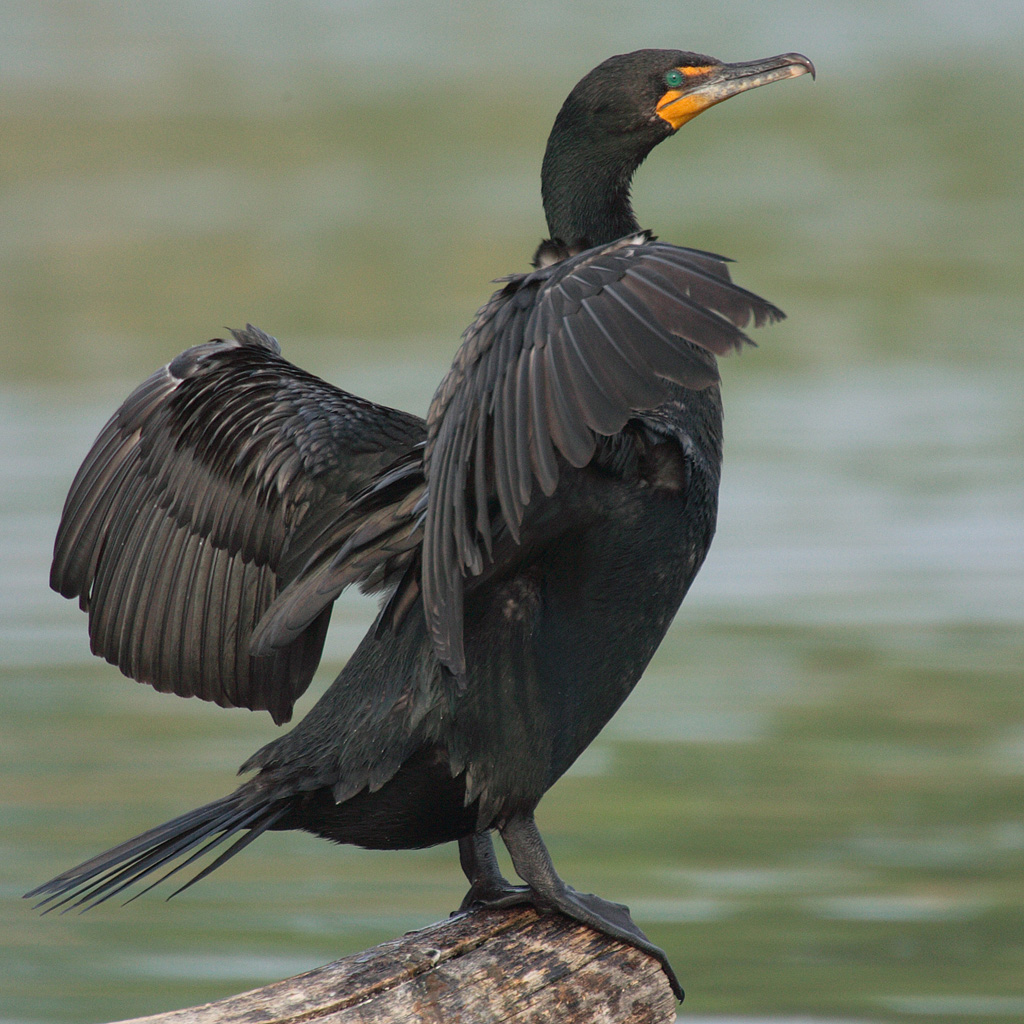
Ушастый баклан

Отряд: ОлушеобразныеОлушеобразные Семейство: Баклановые
Бакланы — это водные птицы среднего и крупного размера, обычно с темным оперением и участками цветной кожи на лице. Клюв длинный, тонкий, заостренный. Их лапы четырехпалые и перепончатые.
- Баклан Брандта, Phalacrocorax penicillatus LC
- Краснолицый баклан, Phalacrocorax urile (A) LC
- Берингов баклан, Phalacrocorax pelagicus LC
- Ушастый баклан, Phalacrocorax auritus LC

## Пеликаны
Отряд: Пеликанообразные Семейство: Пеликаны
Пеликаны — очень крупные водоплавающие птицы с характерным мешочком под клювом. Как и у других птиц отряда Пеликанообразных, у них четыре перепончатых пальца.
- Американский белый пеликан, Pelecanus erythrorhynchos LC
- Американский бурый пеликан, Pelecanus occidentalis LC

## Цапли, кваквы и выпи
Отряд: Пеликанообразные Семейство: Цаплевые
Цапли — это средние и крупные болотные птицы с длинными шеями и ногами. Цапли, в отличие от других длинношеих птиц, таких как аисты, ибисы, летают с втянутой шеей, и колпицы.
- Американская выпь, Botaurus lentiginosus LC
- Индейский волчок, Ixobrychus exilis (A) LC
- Большая голубая цапля, Ardea herodias LC
- Серая цапля, Ardea cinerea (A) LC
- Большая белая цапля, Ardea alba LC
- Белая американская цапля, Egretta thula (A) LC
- Малая голубая цапля, Egretta caerulea (A) LC
- Египетская цапля, Bubulcus ibis (A) LC
- Американская зелёная кваква, Butorides virescens LC
- Обыкновенная кваква, Nycticorax nycticorax LC

## Ибисы
Отряд : Пеликанообразные Семейство: Ибисовые
Семейство Ибисовых включает ибисов и колпиц. У них длинные широкие крылья. Их тела удлиненные, с довольно длинными ногами. Клюв также длинный, изогнутый у ибисов, прямой и отчетливо сплющенный у колпиц.
- Очковая каравайка, Plegadis chihi (A) LC

## Стервятники Нового Света

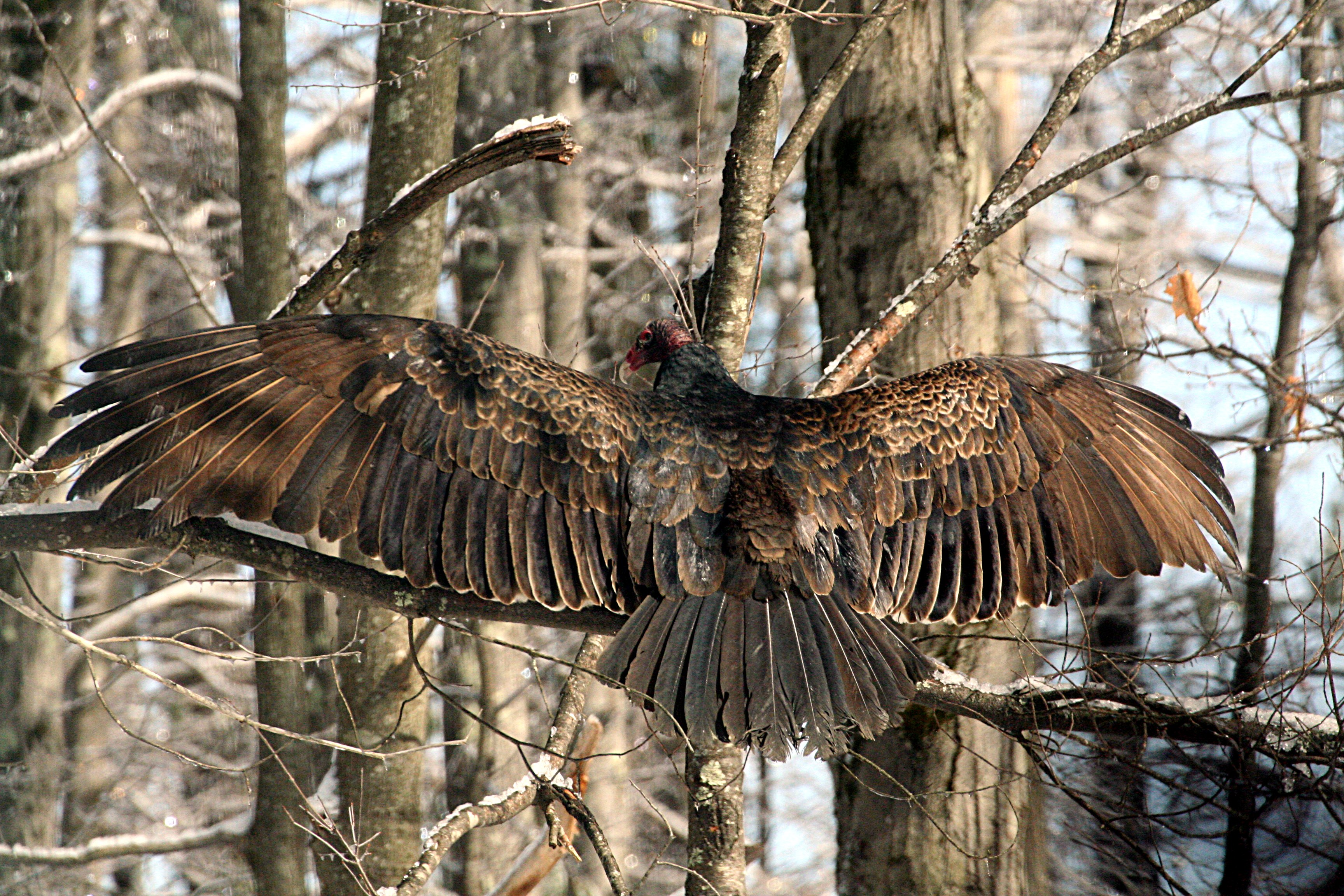
Гриф-индейка

Отряд: Американские грифы Семейство: Американские грифы
Стервятники Нового Света не имеют близкого родства со стервятниками Старого Света, но внешне напоминают их из-за конвергентной эволюции. Подобно стервятникам Старого Света, они падальщики. Однако, в отличие от стервятников Старого Света, которые находят трупы визуально, стервятники Нового Света используют для этого своё хорошее обонянием, с помощью которого они обнаруживают трупы .
- Калифорнийский кондор, Gymnogyps californianus (A) (H) (Искорененный) CR
- Американская чёрная катарта, Coragyps atratus (A) LC
- Гриф-индейка, Cathartes aura LC

## Скопа
Отряд: Ястребообразные Семейство: Скопиные
Скопиные — это семейство хищных птиц, питающихся рыбой, обладающих очень большим и мощным крючковатым клювом для отрывания мяса от добычи, сильными ногами, мощными когтями и острым зрением.
- Скопа, Pandion haliaetus LC

## Ястребы и орлы

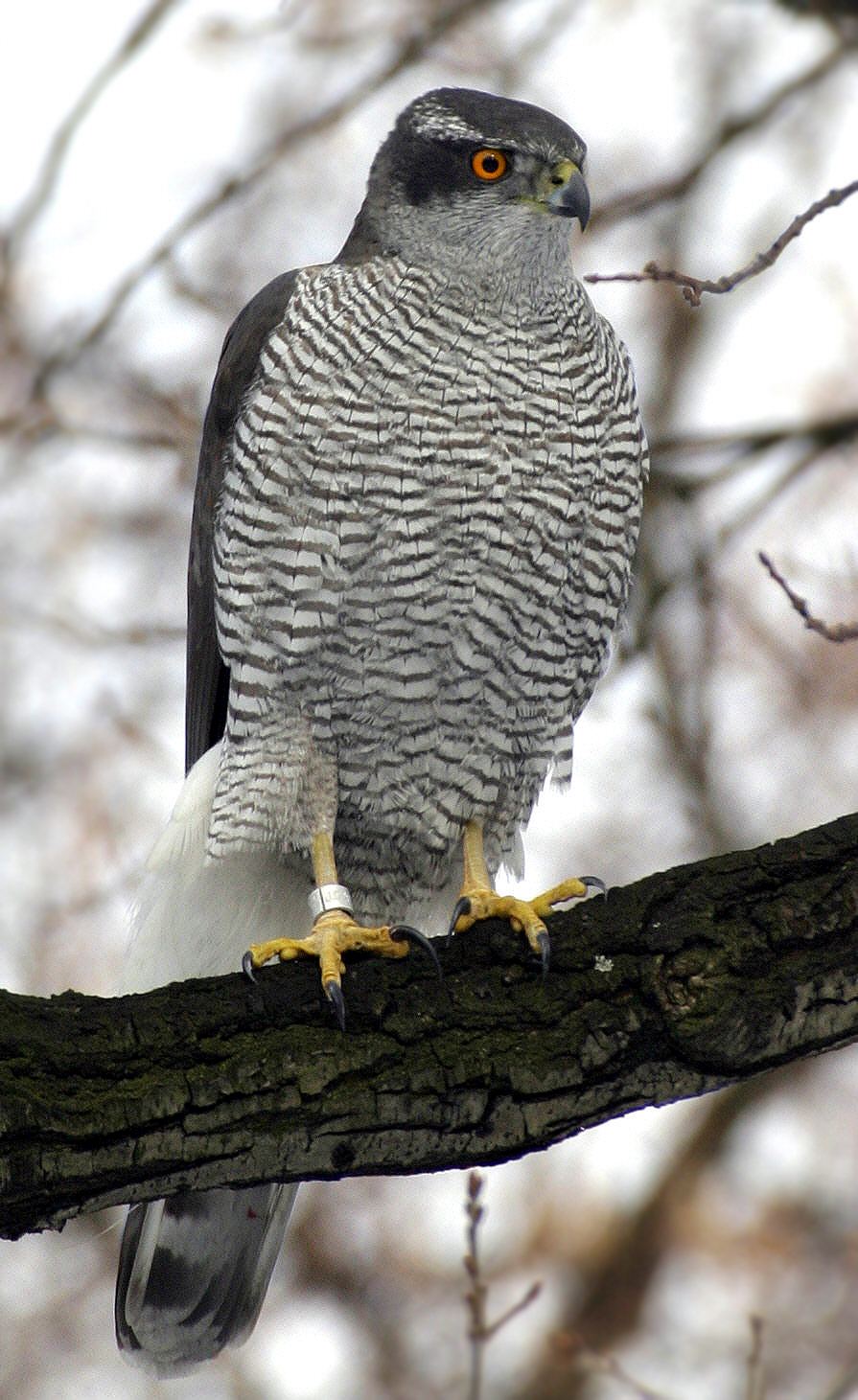
Ястреб-тетеревятник

Отряд: ЯстребообразныеЯстребообразные Семейство: Ястребиные
Ястребиные — — это семейство хищных птиц, в которое входят ястребы, орлы, коршуны, луни и стервятники Старого Света. У этих птиц очень большие мощные крючковатые клювы, чтобы отрывать мясо от добычи, сильные ноги, мощные когти и острое зрение.
- Белохвостый дымчатый коршун, Elanus leucurus (A) LC
- Беркут, Aquila chrysaetos LC
- Американский лунь, Circus hudsonius (еще не оценен МСОП)
- Полосатый ястреб, Accipiter striatus LC
- Ястреб Купера, Accipiter cooperii LC
- Ястреб-тетеревятник, Accipiter gentilis LC
- Белоголовый орлан, Haliaeetus leucocephalus LC
- Красноплечий канюк, Buteo lineatus (A) LC
- Ширококрылый канюк, Buteo platypterus LC
- Свенсонов канюк, Buteo swainsoni LC
- Краснохвостый сарыч, Buteo jamaicensis LC
- Королевский канюк, Buteo regalis LC
- Мохноногий канюк, Buteo lagopus LC

## Сипухи
Отряд: Совообразные Семейство: Сипуховые
Сипуха — это средние и большие совы с большими головами и характерными сердцевидными лицами.
- Обыкновенная сипуха, Tyto alba LC

## Совы

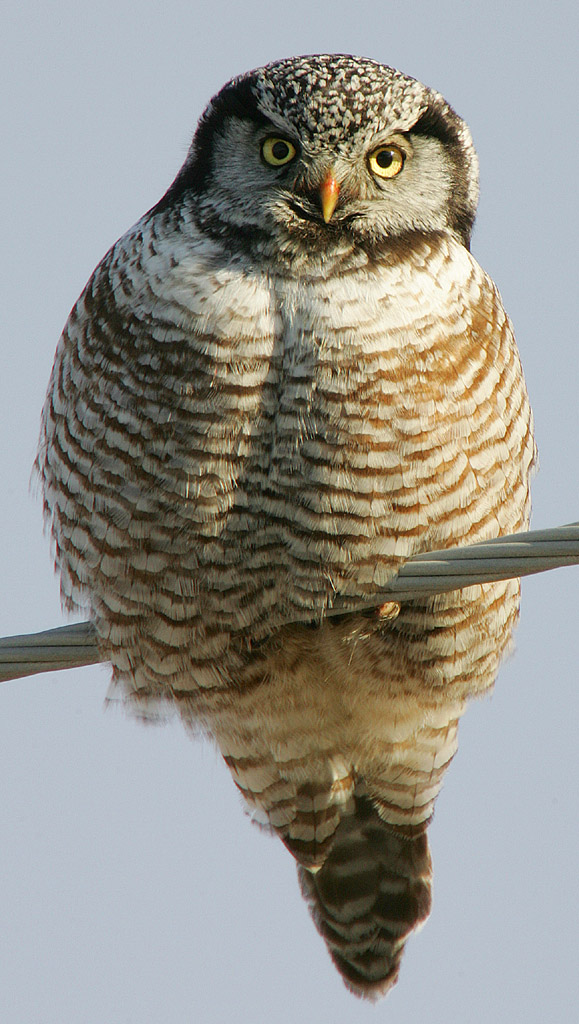
Ястребиная сова

Отряд: Совообразные Семейство: Совиные
Совы ведут одиночный образ жизни хищных птиц. У них большие обращенные вперед глаза и уши, ястребиный клюв и заметный круг из перьев вокруг каждого глаза, называемый лицевым диском.
- Западноамериканская совка, Otus flammeolus LC
- Megascops kennicottii LC
- Виргинский филин, Bubo virginianus LC
- Белая сова, Bubo scandiacus LC
- Ястребиная сова, Surnia ulula LC
- Калифорнийский воробьиный сыч-гном, Glaucidium gnoma LC
- Кроличий сыч, Athene cunicularia (A) LC
- Пятнистая неясыть, Strix occidentalis NT
- Пёстрая неясыть, Strix varia LC
- Бородатая неясыть, Strix nebulosa LC
- Ушастая сова, Asio otus LC
- Болотная сова, Asio flammeus LC
- Мохноногий сыч, Aegolius funereus LC
- Североамериканский мохноногий сыч, Aegolius acadicus LC

## Зимородки
Отряд: Ракшеобразные Семейство: Зимородковые
Зимородки — это птицы среднего размера с большими головами, длинными заостренными клювами, короткими ногами и короткими хвостами.
- Опоясанный пегий зимородок, Megaceryle alcyon LC

## Дятлы

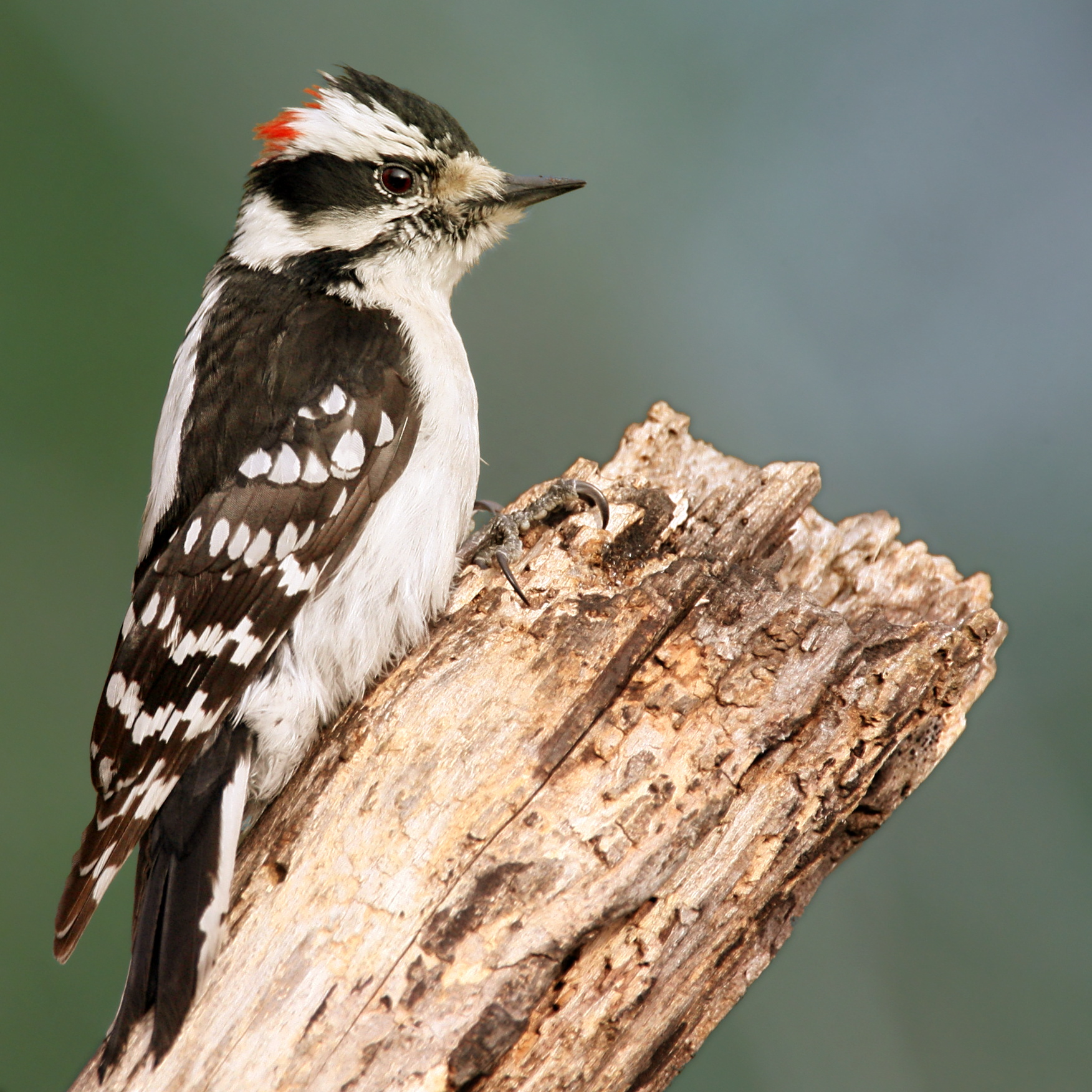
Пушистый дятел

Отряд: Дятлообразные Семейство: Дятловые
Дятлы — это птицы маленького и среднего размера с долотообразными клювами, короткими ногами, жесткими хвостами и длинными языками, используемыми для поимки насекомых. У некоторых видов есть ноги с двумя пальцами, направленными вперед и двумя назад, в то время как у некоторых видов только три пальца. Многие дятлы имеют привычку громко постукивать клювами по стволам деревьев.
- Краснолицый меланерпес, Melanerpes lewis LC
- Красноголовый меланерпес, Melanerpes erythrocephalus LC
- Муравьиный меланерпес, Melanerpes formicivorus (A) LC
- Сосновый дятел-сосун, Sphyrapicus thyroidus LC
- Желтобрюхий дятел-сосун, Sphyrapicus varius LC
- Красношапочный дятел-сосун, Sphyrapicus nuchalis LC
- Красногрудый дятел-сосун, Sphyrapicus ruber LC
- Picoides dorsalis LC
- Североамериканский трёхпалый дятел, Picoides arcticus LC
- Пушистый дятел, Dryobates pubescens LC
- Волосатый дятел, Dryobates villosus LC
- Dryobates albolarvatus (A) LC
- Золотой шилоклювый дятел, Colaptes auratus LC
- Хохлатая желна, Dryocopus pileatus LC

## Соколы и каракары
Отряд: Соколообразные Семейство: Соколиные
Соколиные — это семейство дневных хищных птиц, в частности соколов и каракар. Они отличаются от ястребов, орлов и воздушных змеев тем, что убивают клювами, а не когтями.
- Caracara cheriway (A) LC
- Обыкновенная пустельга, Falco tinnunculus (A) LC
- Воробьиная пустельга, Falco sparverius LC
- Дербник, Falco columbarius LC
- Чеглок, Falco subbuteo (A) (SR) LC
- Кречет, Falco rusticolus LC
- Сапсан, Falco peregrinus LC
- Мексиканский сокол, Falco mexicanus LC

## Тиранновые

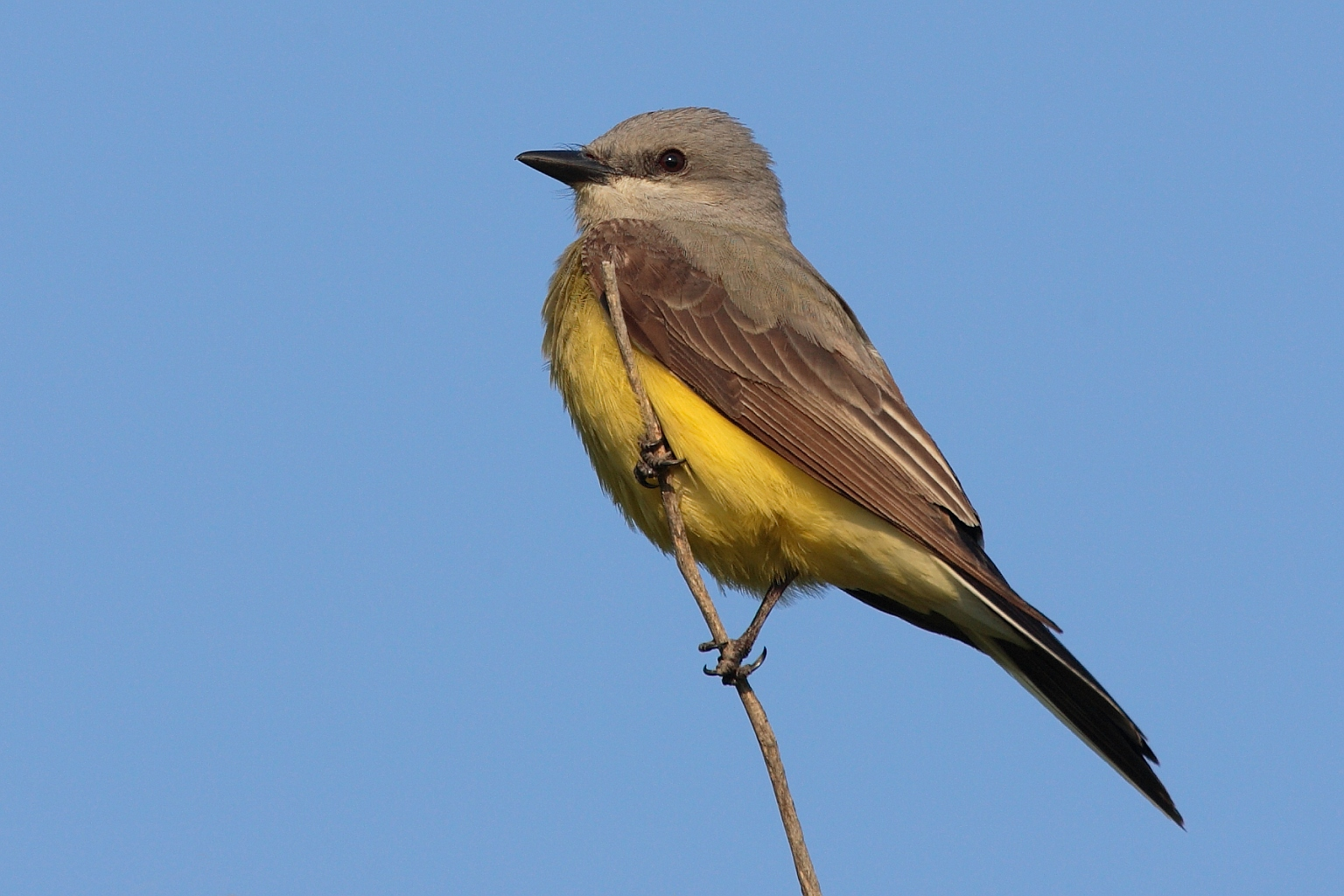
Западный тиранн

Отряд: Воробьинообразные Семейство: Тиранновые
Тиранновые — семейство воробьинообразных птиц, обитающие в Северной и Южной Америке. Внешне они напоминают мухоловок Старого Света, но более крепкого телосложения. У них нет сложных вокальных способностей певчих птиц. Как следует из названия, большинство из них насекомоядные.
- Сероголовый желтобрюхий тиранн, Myiarchus cinerascens (A) LC
- Хохлатый желтобрюхий тиранн, Myiarchus crinitus (A) LC
- Большая питанга, Pitangus sulphuratus (A) (H) LC
- Траурный королевский тиранн, Tyrannus melancholicus (A) LC
- Толстоклювый королевский тиранн, Tyrannus crassirostris (A) LC
- Западный тиранн, Tyrannus verticalis LC
- Королевский тиранн, Tyrannus tyrannus LC
- Серый тиранн, Tyrannus dominicensis (A) LC
- Длиннохвостый королевский тиранн, Tyrannus forficatus (A) LC
- Вилохвостый королевский тиранн, Tyrannus savana (A) (H) LC
- Contopus cooperi NT
- Западный пиви, Contopus sordidulus LC
- Восточный лесной пиви, Contopus virens LC
- Желтобрюхий эмпидонакс, Empidonax flaviventris LC
- Восточный эмпидонакс, Empidonax virescens (A) LC
- Лесной эмпидонакс, Empidonax alnorum LC
- Эмпидонакс Трейла, Empidonax traillii LC
- Малый эмпидонакс, Empidonax minimus LC
- Еловый эмпидонакс, Empidonax hammondii LC
- Серый эмпидонакс, Empidonax wrightii (A) LC
- Кустарниковый эмпидонакс, Empidonax oberholseri LC
- Западный эмпидонакс, Empidonax difficilis LC
- Empidonax occidentalis (A) (H) LC
- Чёрный феб, Sayornis nigricans (A) LC
- Восточный феб, Sayornis phoebe LC
- Феб Сэя, Sayornis saya LC
- Красный тиранн, Pyrocephalus rubinus (A) (SR) LC

## Сорокопуты

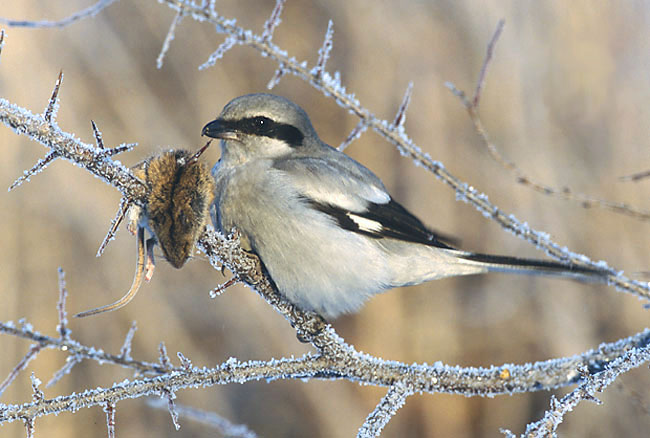
Северный сорокопут

Отряд: Воробьинообразные Семейство: Сорокопутовые
Сорокопуты известны своей привычкой ловить других птиц и мелких животных и накалывать несъеденные части на ветки. Клюв сорокопута изогнутый, как у типичной хищной птицы.
- Сибирский жулан, Lanius cristatus (A) LC
- Американский жулан, Lanius ludovicianus (A) LC
- Северный сорокопут, Lanius borealis (еще не оценен МСОП)

## Виреоны
Отряд: Воробьинообразные Семейство: Виреоновые
Виреоны — это птицы семейства воробьиных от малого до среднего размера, в основном обитающая в Новом Свете, хотя несколько других членов семейства встречаются в Азии. Они, как правило, имеют зеленоватый оттенок и напоминают древесных певчих птиц, за исключением их более тяжелых клювов.
- Черноголовый виреон, Vireo atricapilla (A) NT
- Белоглазый виреон, Vireo griseus (A) LC
- Vireo cassinii LC
- Сероголовый виреон, Vireo solitarius LC
- Короткоклювый виреон, Vireo huttoni LC
- Желтогорлый виреон, Vireo flavifrons (A) (H) LC
- Тонкоклювый виреон, Vireo philadelphicus LC
- Поющий виреон, Vireo gilvus LC
- Красноглазый виреон, Vireo olivaceus LC
- Vireo flavoviridis (A) LC

## Вороны, сойки и сороки

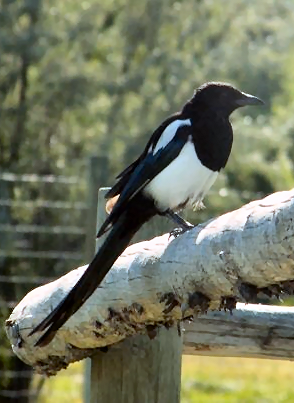
Pica hudsonia

Отряд: Воробьинообразные Семейство: Врановые
Семейство Врановые включает воронов, соек, галок, сорок, кедровок и др. Размер врановых птиц выше среднего среди воробьиных, а некоторые из более крупных видов демонстрируют высокий уровень интеллекта.
- Канадская кукша, Perisoreus canadensis LC
- Западноамериканская сойка, Gymnorhinus cyanocephalus (A) VU
- Стеллерова черноголовая голубая сойка, Cyanocitta stelleri LC
- Голубая сойка, Cyanocitta cristata LC
- Aphelocoma californica (A) (еще не оценена МСОП)
- Североамериканская ореховка, Nucifraga columbiana LC
- Pica hudsonia LC
- Американский ворон, Corvus brachyrhynchos LC
- Ворон, Corvus corax LC

## Жаворонки
Отряд: Воробьинообразные Семейство: Жаворонковые
Жаворонки — это маленькие наземные птицы, часто с экстравагантными песнями и демонстрационными полетами. Большинство жаворонков имеют довольно тусклый вид. Их пища — насекомые и семена.
- Полевой жаворонок, Alauda arvensis (I) LC
- Рогатый жаворонок, Eremophila alpestris LC

## Ласточки

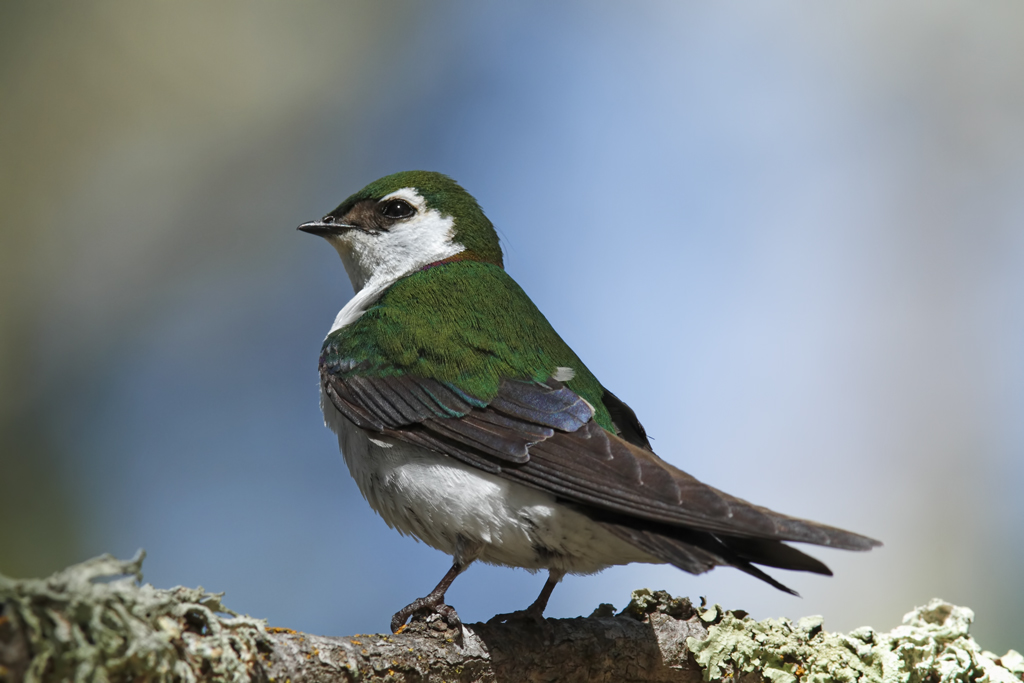
Фиолетово-зеленая ласточка

Отряд: Воробьинообразные Семейство: Ласточковые
Семейство Ласточковых приспособлено к питанию с воздуха. У них тонкое обтекаемое тело, длинные заостренные крылья и короткий клюв с широким зевом. Стопы приспособлены для сидения, а не для ходьбы, а передние пальцы частично соединены у основания.
- Береговушка, Riparia riparia LC
- Древесная американская ласточка, Tachycineta bicolor LC
- Фиолетово-зелёная американская ласточка, Tachycineta thalassina LC
- Stelgidopteryx serripennis LC
- Пурпурная лесная ласточка, Progne subis LC
- Деревенская ласточка, Hirundo rustica LC
- Городская ласточка, Delichon urbicum (A) LC
- Белолобая горная ласточка, Petrochelidon pyrrhonota LC
- Пещерная горная ласточка, Petrochelidon fulva (A) LC

## Гаички
Отряд: Воробьинообразные Семейство: Синицевые
Синицы — в основном небольшие коренастые лесные виды с короткими толстыми клювами. У некоторых есть гребни. Это легко приспосабливаемые птицы со смешанным рационом, включающим семена и насекомых.
- Черношапочная гаичка, Poecile atricapillus LC
- Гаичка Гамбела, Poecile gambeli LC
- Рыжеспинная гаичка, Poecile rufescens LC
- Poecile hudsonica LC

## Длиннохвостые синицы
Отряд: Воробьинообразные Семейство: Длиннохвостые синицы
Длиннохвостые синицы — это семейство маленьких воробьиных птиц со средним и длинным хвостом. Гнезда из тканых мешков делают на деревьях. Большинство придерживается смешанной диеты, в которую входят насекомые.
- Темношапочная кустарниковая синица, Psaltriparus minimus LC

## Поползни

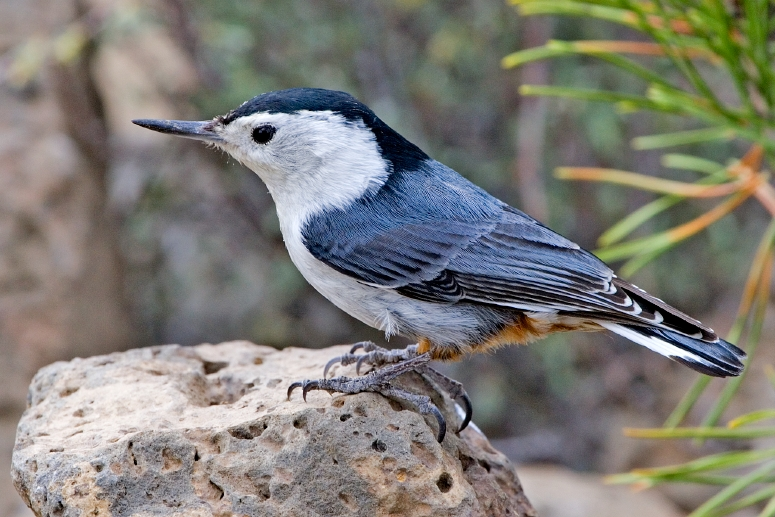
Каролинский поползень

Отряд: Воробьинообразные Семейство: Поползни
Поползни — это небольшие лесные птицы. У них есть необычная способность спускаться по деревьям головой вперед, в отличие от других птиц, которые могут спускаться только вверх. У поползней большие головы, короткие хвосты, мощные клювы и лапы.
- Канадский поползень, Sitta canadensis LC
- Каролинский поползень, Sitta carolinensis LC
- Поползень-крошка, Sitta pygmaea LC

## Пищухи
Отряд: Воробьинообразные Семейство: Пищуховые
Древолазы — это небольшие лесные птицы, коричневые сверху и белые снизу. У них тонкие заостренные, загнутые вниз клювы, с помощью которых они вытаскивают насекомых из коры. У них жесткие рулевые перья, как у дятлов, которые они используют, чтобы опереться на вертикальные деревья.
- Американская пищуха, Certhia americana LC

## Крапивники

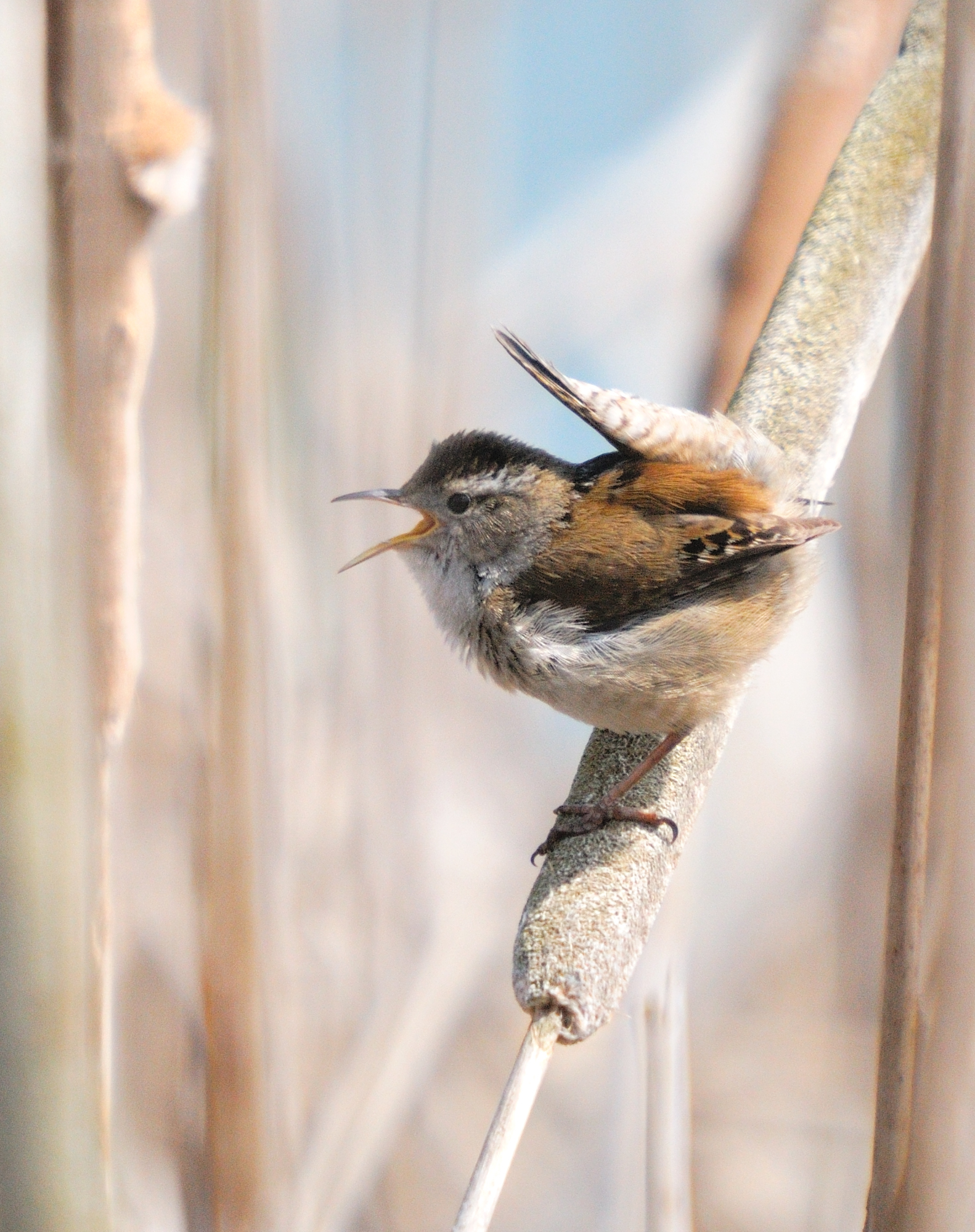
Болотный крапивник

Отряд: Воробьинообразные Семейство: Крапивниковые
Крапивники — маленькие и неприметные птицы, если не считать их громкого пения. У них короткие крылья и тонкие загнутые вниз клювы. Некоторые виды часто держат хвост вертикально. Все насекомоядные.
- Скальный длинноклювый крапивник, Salpinctes obsoletus LC
- Catherpes mexicanus LC
- Домовый крапивник, Troglodytes aedon LC
- Troglodytes pacificus LC
- Крапивник, Troglodytes hiemalis LC
- Травяной короткоклювый крапивник, Cistothorus platensis (A) LC
- Болотный короткоклювый крапивник, Cistothorus palustris LC
- Длиннохвостый крапивник Бьюика, Thryomanes bewickii LC

## Комароловы
Отряд: Воробьинообразные Семейство: Комароловы
Эти изящные птицы по своему строению и повадкам напоминают славковых птиц Старого Света, беспокойно перемещаясь по листве в поисках насекомых. Комароловки в основном имеют мягкий голубовато-серый цвет и длинный острый клюв типичных насекомоядных. Многие виды имеют характерный черный рисунок головы (особенно у самцов) и длинные, правильно вздернутые, черно-белые хвосты.
- Голубая комароловка, Polioptila caerulea (A) LC

## Оляпковые
Отряд: Воробьинообразные Семейство: Оляпковые
Оляпковые — это группа птиц-наседок, среда обитания которых включает водные среды Америки, Европы и Азии. Эти птицы выработали способность погружаться под воду и ходить по дну, чтобы питаться личинками насекомых.
- Американская оляпка, Cinclus mexicanus LC

## Корольковые
Отряд: Воробьинообразные Семейство: Корольковые
Корольковые — это небольшое семейство птиц, которые напоминают синиц. Это очень маленькие насекомоядные птицы из рода Regulus . У взрослых особей цветные короны, отсюда и название.
- Золотоголовый королёк, Регулус сатрапа LC
- Рубиновоголовый королёк, Regulus calendula LC

## Пеночки
Отряд: Воробьинообразные Семейство: Пеночковые
Пеночковые — это семейство мелких насекомоядных птиц, обитающих в основном в Евразии, а также в Уолласеи и Африке. Виды бывают разных размеров, часто с зеленым оперением сверху и желтым снизу, или более приглушенными от серовато-зеленого до серовато-коричневого цвета.
- Пеночка-зарничка, Phylloscopus inornatus (A) LC
- Бурая пеночка, Phylloscopus fuscatus (A) (SR) LC

## Мухоловки
Отряд: Воробьинообразные Семейство: Мухоловковые
Мухоловковые — это большое семейство мелких воробьиных птиц. В основном это небольшие древесные насекомоядные.
- Синий каменный дрозд, Monticola solitarius (A) (отсутствует в списке Американского орнитологического общества) LC
- Синехвостка, Tarsiger cyanurus (A) LC
- Сибирский черноголовый чекан, Saxicola maurus (A) (H) (отсутствует в списке Американского орнитологического общества)
- Обыкновенная каменка, Oenanthe oenanthe (A) LC

## Дрозды

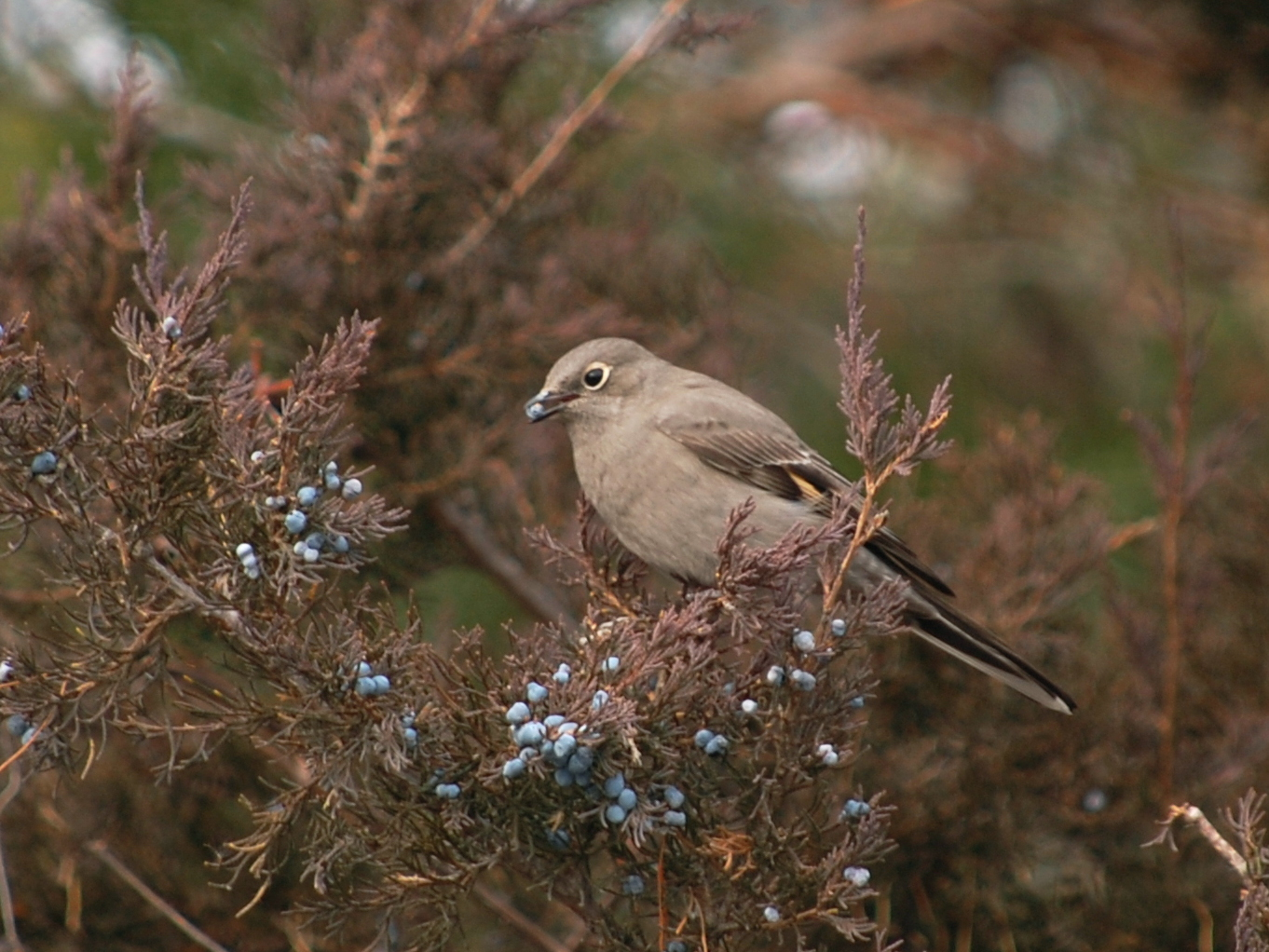
Горный дрозд-отшельник

Отряд: Воробьинообразные Семейство: Дроздовые
Дрозды — это группа воробьиных птиц, которые встречаются в основном, но не исключительно в Старом Свете. Они толстые, с мягким оперением, мелкие и средние насекомоядные, а иногда и всеядные, часто питающиеся на земле.
- Восточная сиалия, Sialia sialis (A) LC
- Западная сиалия, Sialia mexicana LC
- Голубая сиалия, Sialia currucoides LC
- Горный дрозд-отшельник, Myadestes townsendi LC
- Бурый короткоклювый дрозд, Catharus fuscescens LC
- Малый дрозд, Catharus minimus LC
- Дрозд Свенсона, Catharus ustulatus LC
- Дрозд-отшельник, Catharus guttatus LC
- Древесный дрозд, Hylocichla mustelina (A) NT
- Оливковый дрозд, Turdus obscurus (A) (SR) LC
- Тёмный дрозд, Turdus eunomus (A) LC
- Рябинник, Turdus pilaris (A) LC
- Белобровик, Turdus iliacus (A) NT
- Странствующий дрозд, Turdus migratorius LC
- Изменчивый дрозд, Ixoreus naevius LC

## Пересмешники

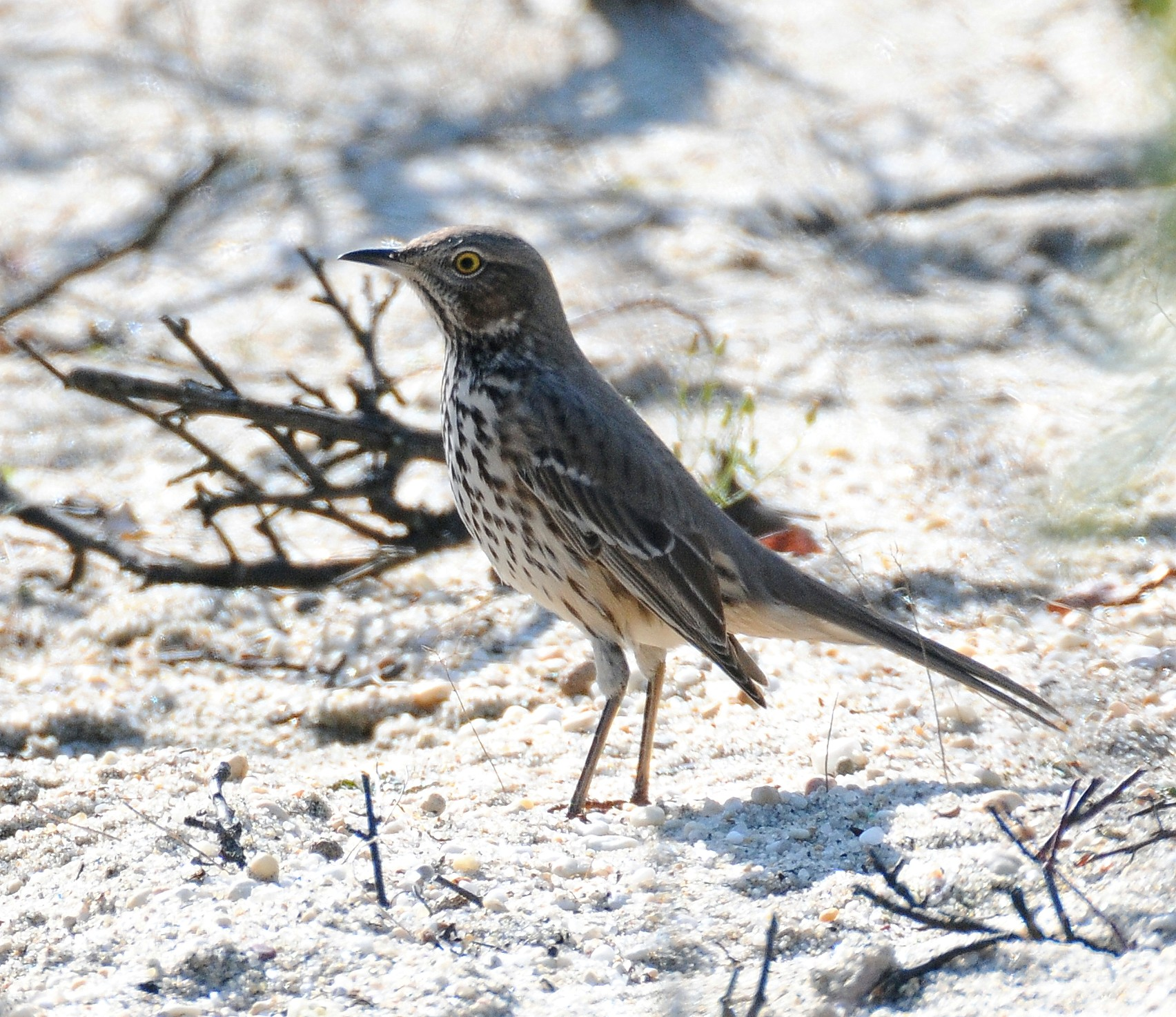
Мудрец-трэшер

Отряд: Воробьинообразные Семейство: Пересмешниковые
Пересмешники примечательны своим вокалом, особенно их замечательной способностью имитировать широкий спектр птиц и другие звуки, слышимые на открытом воздухе. Этот вид имеет тенденцию к тускло-серому и коричневому цвету.
- Кошачий пересмешник, Dumetella carolinensis LC
- Пятнистый кривоклювый пересмешник, Toxostoma curvirostre (A) LC
- Коричневый пересмешник, Toxostoma rufum (A) LC
- Горный кривоклювый пересмешник, Oreoscoptes montanus LC
- Многоголосый пересмешник, LC Mimus polyglottos

## Скворцы
Отряд: Воробьинообразные Семейство: Скворцовые
Скворцы — это воробьиные птицы Старого Света малого и среднего размера с сильными ногами. Их полет сильный и прямой. Предпочтительная среда обитания — преимущественно открытая местность. Питаются насекомыми и фруктами. Оперение у нескольких видов тёмное с металлическим отливом.
- Обыкновенный скворец, Sturnus vulgaris (I) LC
- Хохлатая майна, Acridotheres cristatellus (I) (отсутствует в списке Американского орнитологического общества) LC

## Свиристели
Отряд: Воробьинообразные Семейство: Свиристелевые
Свиристели — это семейство воробьиных птиц с мягким шелковистым оперением и уникальными красными кончиками некоторых перьев крыльев. Это древесные птицы северных лесов. Летом они питаются насекомыми, а зимой — ягодами.
- Свиристель, Bombycilla garrulus LC
- Американский свиристель, Bombycilla cedrorum LC

## Шелковистые свиристели
Отряд: Воробьинообразные Семейство: Шелковистые свиристели
Шелковистые свиристели — небольшое семейство воробьиных птиц, обитающих в основном в Центральной Америке . Они родственны свиристелям, и у большинства видов есть небольшие гребешки.
- Чёрный свиристель, Phainopepla nitens (A) (SR) LC

## Завирушки
Отряд: Воробьинообразные Семейство: Завирушки
Завирушки — это небольшие, довольно тусклые виды, внешне похожие на воробьев, но никак не связанные с ними. Летом питаются насекомыми, а зимой семенами и ягодами.
- Сибирская завирушка, Prunella montanella (A) LC

## Воробьи Старого Света
Отряд: Воробьинообразные Семейство: Воробьиные
- Домовый воробей, Passer domesticus (I) LC

## Трясогузки и коньки
Отряд: Воробьинообразные Семейство: Трясогузковые
Трясогузковые — это семейство мелких воробьиных птиц со средним и длинным хвостом. К ним относятся трясогузки и коньки.
- Беренгийская жёлтая трясогузка, Motacilla tschutschensis (A) LC
- Желтоголовая трясогузка, Motacilla citreola (A) LC
- Горная трясогузка, Motacilla cinerea (A) LC
- Белая трясогузка, Motacilla alba (A) LC
- Краснозобый конёк, Anthus cervinus (A) LC
- Американский конёк, Anthus rubescens LC
- Североамериканский конёк, Anthus spragueii (A) VU

## Вьюрки и зяблики

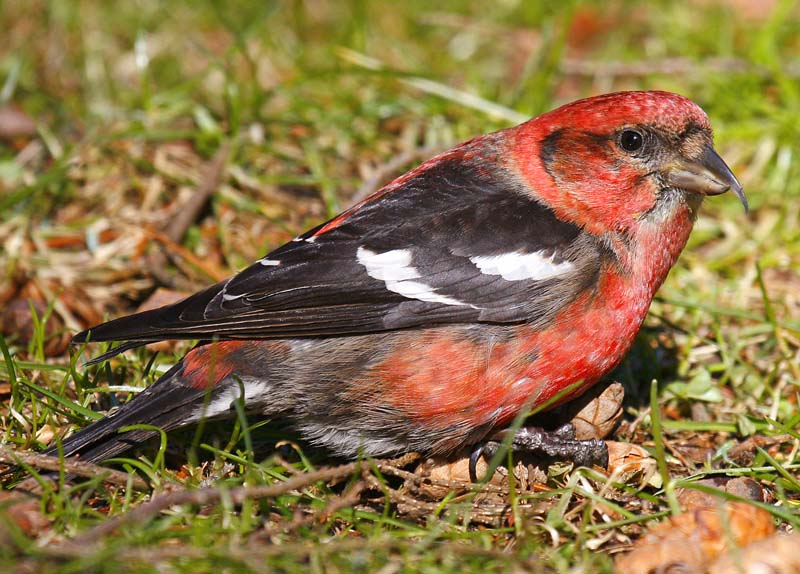
Белокрылый клёст

Отряд: Воробьинообразные Семейство: Вьюрковые
Зяблики — это воробьиные птицы, питающиеся семенами, с сильным клювом, обычно коническим, а у некоторых видов очень большим.
- Вьюрок, Fringilla montifringilla (A) LC
- Вечерний американский дубонос, Coccothraustes vespertinus LC
- Обыкновенный щур, Pinicola enucleator LC
- Американский горный вьюрок, Leucosticte tephrocotis LC
- Haemorhous purpureus LC
- Красношапочная чечевица, Haemorhous cassinii NT
- Мексиканская чечевица, Haemorhous mexicanus LC
- Чечётка, Acanthis flammea LC
- Тундряная чечётка, Acanthis hornemanni
- Клёст-еловик, Loxia curvirostra LC
- Белокрылый клёст, Loxia leucoptera LC
- Сосновый чиж, Spinus pinus LC
- Мексиканский чиж, Spinus psaltria (A) LC
- Американский чиж, Spinus tristis LC
- Китайская зеленушка, Chloris sinica (A) LC

## Подорожниковые
Отряд: Воробьинообразные Семейство: Подорожниковые
Подорожниковые — это группа воробьиных птиц, которые традиционно были объединены с воробьями Нового Света, но различаются по ряду аспектов и обычно встречаются на открытых травянистых участках.
- Лапландский подорожник, Calcarius lapponicus LC
- Украшенный подорожник, Calcarius ornatus (A) NT
- Расписной подорожник, Calcarius pictus LC
- Бурогрудый подорожник, Rhynchophanes mccownii (A) LC
- Пуночка, Plectrophenax nivalis LC
- Полярная пуночка, Plectrophenax hyperboreus (A) LC

## Трупиалы

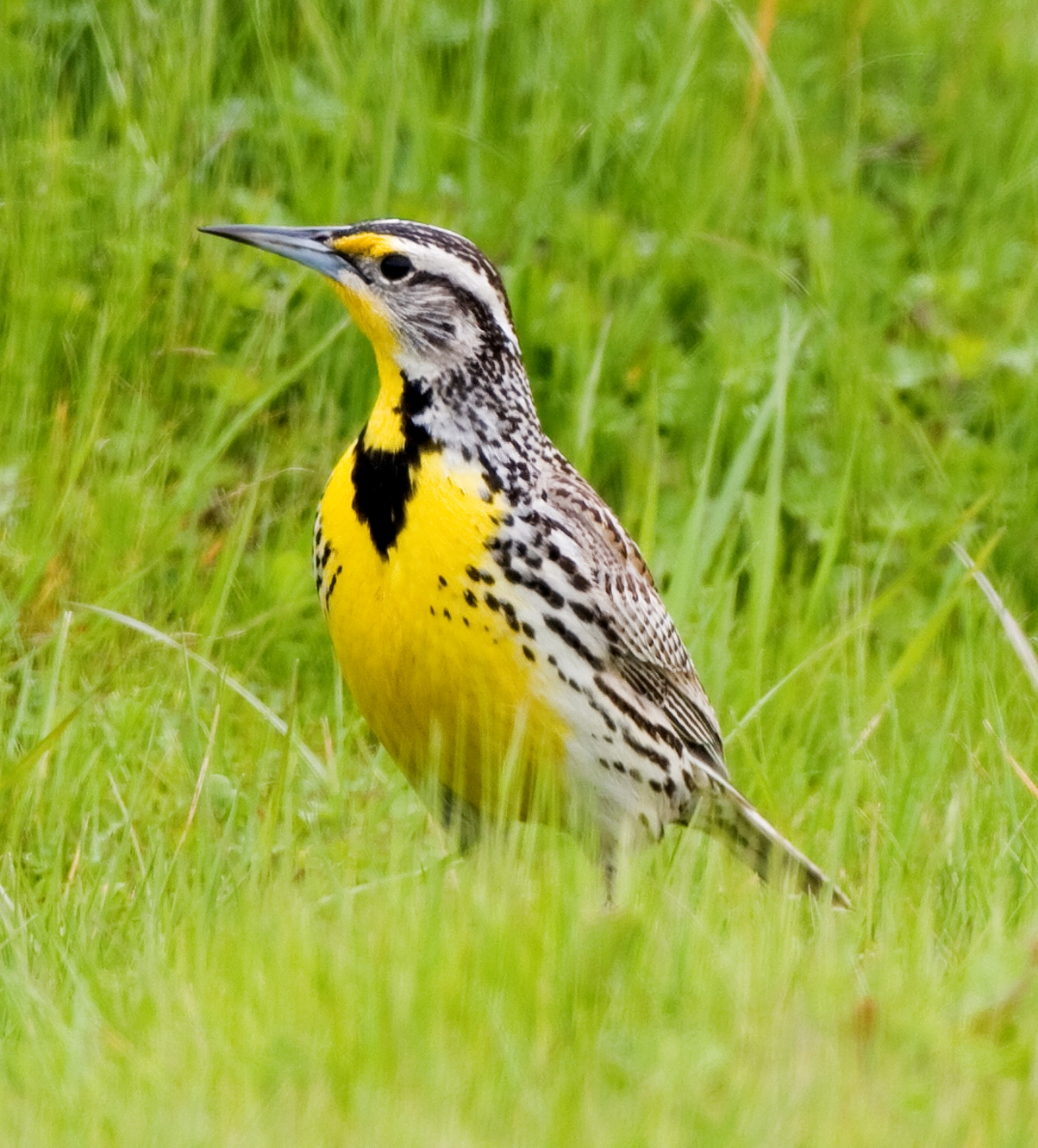
Западный луговой трупиал

Отряд: Воробьинообразные Семейство: Трупиаловые
Трупиаловые — это семейство мелких и средних, часто красочных, воробьиных птиц, обитающих в Новом Свете. У большинства видов преобладает черный цвет оперения, часто оживленный желтым, оранжевым или красным.
- Желтоголовый трупиал, Xanthocephalus xanthocephalus LC
- Рисовая птица, Dolichonyx oryzivorus LC
- Западный луговой трупиал, Sturnella neglecta LC
- Садовый трупиал, Icterus spurius (A) LC
- Масковый цветной трупиал, Icterus cucullatus (A) LC
- Icterus bullockii LC
- Балтиморская иволга, Icterus galbula LC
- Пальмовый цветной трупиал, Icterus parisorum (A) (H) LC
- Красноплечий чёрный трупиал, Agelaius phoeniceus LC
- Буроголовый коровий трупиал, Molothrus ater LC
- Ржавчатый малый трупиал, Euphagus carolinus VU
- Блестящий малый трупиал, Euphagus cyanocephalus LC
- Обыкновенный гракл, Quiscalus quiscula NT
- Большехвостый гракл, Quiscalus mexicanus (A) LC

## Кардиналовые
Отряд: Воробьинообразные Семейство: Кардиналовые
Кардиналовые — это семейство птиц с крепкими клювами, питающихся семенами. Обычно они связаны с открытым лесом. У полов обычно отчетливое оперение.
- Алая пиранга, Piranga rubra (A) LC
- Красно-чёрная пиранга, Piranga olivacea (A) LC
- Красноголовая пиранга, LC Piranga ludoviciana
- Красный кардинал, Cardinalis cardinalis (A) (H) LC
- Pheucticus chrysopeplus (A) (OU) LC
- Красногрудый дубоносовый кардинал, Pheucticus ludovicianus LC
- Pheucticus melanocephalus LC
- Голубая гуирака, Passerina caerulea (A) LC
- Лазурный овсянковый кардинал, Passerina amoena LC
- Индиговый овсянковый кардинал, Passerina cyanea (A) LC
- Расписной овсянковый кардинал Passerina ciris (A) LC
- Американская спиза, Spiza americana (A) LC